# Richard S. Ewell
Richard Stoddert Ewell (Georgetown, Washington, D.C, 1817. február 8. – Spring Hill, Tennessee, 1872. január 25.) az Amerikai Egyesült Államok tisztje és az Amerikai Konföderációs Államok tábornoka volt az amerikai polgárháború során. Kilencéves korában meghalt apja, s attól fogva anyagi nehézségek között nőtt fel. A családi birtokon dolgozott, míg anyja összeköttetéseinek hála beajánlották a West Point katonai akadémiára. Harcolt a mexikói–amerikai háborúban. Mint Stonewall Jackson és Robert E. Lee rangidős beosztottja szerzett hírnevet és harcolt a háború jelentős részében. 1862 augusztusában a második manassasi csatában ellőtték a bal lábát és térdben amputálni kellett. Több hónapnyi lábadozása alatt feleségül vette élete nagy szerelmét, az óriási birtokokkal özvegyen maradt unokatestvérét, Lizzie-t. A hadsereghez való visszatérésekor kinevezték altábornagynak és hadtestparancsnoknak az Észak-Virginiai hadseregnél. Emlékét beárnyékolja a Gettysburgi csatában és Spotsylvania Court House-i csata alkalmával mutatott magatartása, mely sok vitára adott okot. A második winchesteri ütközetben és Vadon csatában viszont kiválóan harcolt. Lee kimerültségére hivatkozva leváltotta és a richmondi tartalék irányítására helyezte át. 1865. április 6-án a Sayler's Creek-i ütközetben fogságba esett. A háború mindössze pár nappal tovább tartott, mert Lee megadta magát. Pár hónappal később szabadult a fogságból és visszatért dúsgazdag feleségéhez. Élete végéig Mississippi államban és Tennessee-ben levő birtokaikat igazgatta. 1872-ben tüdőgyulladást kapott és alig pár nappal felesége után elhalálozott.

## Ifjú évei

A Halcyon ház déli emelvénye, mai címe 3400 Prospect Street, Northwest, Washington, District of Columbia, DC

Dr. Thomas és Elizabeth Stoddert Ewell harmadik fia volt. Nagyapja, Jesse Ewell a Függetlenségi háború milíciájának ezredese volt, de nem vett részt a harcokban. Thomas 1807. március 3-án feleségül vette Elizabethet, Benjamin Stoddert őrnagy, az első tengerészeti miniszter lányát. A legidősebb leányuk, Rebecca 1808-ban született meg, őt követték a többiek, a nagypapáról elvezett Benjamin Stoddert Ewell 1810-ben, Paul Hamilton 1812-ben és Elizabeth Stoddert 1813-ban. Richard Stoddert Ewell Georgetown nevű helységben született, a Halcyon-házban, mely ma Washington, vagyis a főváros része. Egy évvel Richard születése után Philadelphiába költöztek, két évvel később vissza Washingtonba. 1820-ban a virginiai Centreville-ben telepedtek le, ahol két házat vásároltak. Richard hároméves korától fogva Prince William megyében nevelkedett egy Manassas környéki, Stony Lonesome-nak (Magányos Köves) nevezett birtokon. Richard fiatalabb testvérei, Thomas, William és Virginia itt születtek.
Fanny Brown a Ewell család rabszolgája volt, a csirkéket etette, takarított, megfőzött, vizet hozott és mindenféle házimunkát végzett. Richard szeretettel Maminak hívta és Fanny még kiskorában hűségesen ápolta apját, akit veszélyes lázkór döntött le a lábáról. Hálából Thomas visszaadta Fanny szabadságát, de az asszony így is Ewellékkel maradt egészen 1858-ban bekövetkező haláláig. Thomas a farmerkedés mellett orvos volt, és több könyvet publikált. Alkoholizmusa miatt azonban besározódott hírneve, elveszítette praxisát és 1826-ban meghalt. Halála után a család nehéz körülmények között tengődött a Stony Lonesome bevételéből. Anyja iskolai tanító lett és bátyjai a farmot művelték. A kilencéves Richard is lassan belenőtt a mezőgazdasági munkába.
A család anyagi lehetőségeit megterhelve összes fiúgyermekének mind szakmát kellett tanulnia. 1828-ban anyja Benjamint a West Point katonai akadémiára, Pault pedig főiskolára küldte, de Paul 1831-ben meghalt, valószínűleg tífuszban. Tomot tennessebeli rokonokhoz küldték jogot tanulni. Richard ekkor 14 éves volt, és a család legidősebb férfigyermekeként a farmon maradt. A gazdaságban dolgozva nem volt ideje iskolába járni, ezért a rokonok tanították, és csak egy évig járt iskolába. 1834-ben az anyja elkezdte keresni a módját, hogy Richardot is felvegyék a West Pointra. Testvére férje, George W. Campbell szenátor segítségével bemutatta Richardot Andrew Jackson elnöknek, aki beajánlotta az ifjút a Lewis Cass hadügyminiszternél. A miniszter Joseph Chinn kongresszusi képviselőtől kért ajánlást a West Pointra, és 1835-ben is megkapták. A felvételi eljárást azonban a West Pointon már lezárták, és Richardot csak 1836-ban vették fel. 19 évesen Benjamin bátyját követve katonai pályára lépett.
Ezekben az években Richard közel került Elizabeth (Lizinka) Campbellhez, George W. Campbell lányához. Lizinka 1820-ban született Szentpéterváron, amikor apja az Egyesült Államok oroszországi nagykövete volt, és Erzsébet cárnéról nevezték el, aki a Campbell család közeli barátja volt. Lizinka családja 1832 óta élt Washingtonban, gyakran látogatott Stony Lonesome házba, és romantikus kapcsolatba került Richarddal. 1836-ban azonban a szerelem megszakadt, amikor Richard elutazott a West Point-ra. Későbbi életében valahány nővel találkozott, az vagy nem nyűgözte le szépségével, vagy túl fiatalnak találta magához. A West Pointon fogadalmat is tett, hogy sosem fog megnősülni. 1839-ben Lizinkát feleségül vette James Percy Brown. Ettől fogva Ewellnek már nem volt komoly kapcsolata más nőkkel. 

## A West Pointon és a hadseregben szolgálva
Richard rendkívül hasonlított Benjamin bátyjára, aki a matematika segédprofesszora lett, s többször össze is keverték vele. Egy évvel később unokatestvérük, Levi Gantt is a West Point diákja lett. Évfolyamtársa volt George W. Getty, William Hayes, Bushrod Johnson, Paul Hebert, Israel Richardson, George H. Thomas. Ewell az A zászlóaljba tartozott, ugyanennek volt a tagja Joseph Hooker, John Sedgwick, P. G. T. Beauregard és Henry W. Halleck is. William T. Shermannel különösen jó barátság alakult ki. Fegyelmezett és jó tanulmányi eredményei miatt kevés büntetőfeladatot kapott. Végzős évében már a kadétok hadnagyának nevezték ki. 1840-ben diplomázott, 42 végzős diák közül a 13. eredménnyel. Végzés előtt Ewellnek el kellett döntenie, milyen pályafutást válasszon. Abban biztos volt, hogy nem akar a tüzérségnél szolgálni és jegyei nem voltak elég jók a hadmérnöki pályára. Abban nem teljesen volt biztos, hogy a hadsereg soraiban akar maradni, édesanyja is eltanácsolta ettől és tanítói karriert ajánlott. De Richardot egyedül a kémia érdekelte a természettudományok közül és annak tanítására is alkalmatlannak tartotta saját oktatását. Riasztotta a nincstelenség kilátása, így végül is a lovasságot választotta hivatásnak.

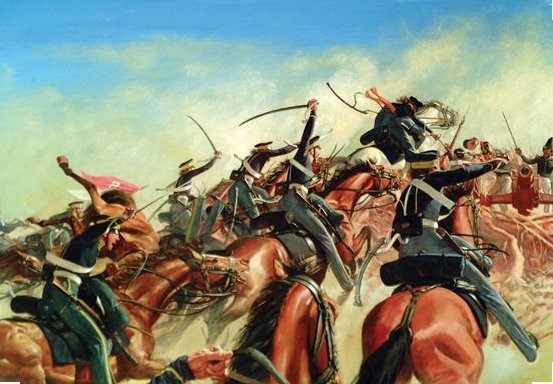
Az 1. dragonyosezred támadása

A dragonyoskiképzést Carlisle Barracksban kapta meg, mint minden újonc. A parancsnoka Edwin V. Sumner százados volt. A hathónapos kiképzés után csatlakozhatott az 1. US dragonyosezredhez Fort Wayne-ben, ahol az A századba osztották. 1843-ban Philip St. George Cooke százados vezetésével részt vett a Santa Fe ösvényen vezetett expedíciójában. Egy kereskedőkaravánt kísért a dragonyoscsapat augusztus 31-én hagyva el Fort Leavenworth-t. Hat héttel később értek Santa Febe és aztán visszatértek, összesen 700 mérföldet megtéve a szélsőséges időjárási körülmények között. Cook százados elismerte Ewell érdemeit. 1845 januárjában Louisville-i tartózkodása alatt meglátogatta öccse, Thomas, akit akkor már kilenc éve nem látott. Ugyanebben az évben Stephen W. Kearny ezredessel katonai kíséretet adtak az Oregon ösvényen. A cél az indián törzsek féken tartása volt, megakadályozandó a kereskedelmi karavánok elleni támadásaikat. Az expedícióban négy lovassági század vett részt Fort Leavenworth-ből és Ewell százada Fort Scott-ból. Az expedíció május 18-án kezdődött, és június 14-én érkeztek meg Fort Laramie-be. Itt Ewell századát hátrahagyták, hogy őrizze az erődöt. Július 13-án Kearney visszatért az erődbe, és visszatért Fort Leavenworthbe a Santa Fe ösvényen. Augusztus 24-én az expedíció véget ért, a résztvevők 99 nap alatt 3300 km-t tettek meg. Ewell maláriában megbetegedett, ezért egészségügyi szabadságot kért, és Virginiába ment felgyógyulni. A malária szövődményei egész életében elkísérték.
1846. május 1-jén tért vissza Nyugatra, és megtudta, hogy szeptember 18-án előléptették főhadnagynak. Az expedíciók között Ewell toborzókörúton volt Fort Leavenwothben, Louisville-ben és az Indiana állambeli Madisonban. 1842-ben azt írta Rebecca nővérének, hogy egy tizennégy éves, Arthur nevű néger fiút fog megvásárolni inasnak, mert hosszú távon 600 dollárt kiadni kedvezőbb, mint havonta 12 dollárt fizetni egy inasnak. Ewellnek kölcsön kellett kérnie a teljes vételár kifizetésére. A fiú nem vált be inasnak, 1844 telén el kellett adnia, javíthatatlan viselkedése miatt.

## A mexikói háborúban
Ewell egészségügyi szabadsága után rövidesen az Amerikai Egyesült Államok hadat üzent Mexikónak. Ewell önkénteseket vett fel a Középnyugat különböző toborzóközpontjaiban, majd az 1. dragonyosezred Philip Kearny főhadnagy parancsnoksága alatti F századához vonult Jefferson Barracksba, Saint Louis mellett. Hat hétig Kearnyval gyakorlatoztatta az egységet, készülve a háborúra. 1846. október 5-én az F század parancsot kapott, hogy induljon a texasi Point Isabelbe, a Rio Grande torkolatához. Megérkezés után a dragonyosok felderítő feladatot láttak el Zachary Taylor Megfigyelő hadserege számára Saltillo környékén. Három hónappal később ismét a Rio Grande torkolatához igyekeztek, ahol behajózták őket, és Winfield Scott hadseregéhez osztották be az egységet, mely Veracruzba igyekezett. Az F század a vezérkar személyes védelmét látta el. A várost négy napi ágyúzás után bevették. Ewell április 17-én harcolt a Cerro Gordónál, ahol Scott hadserege támadást indított Antonio López de Santa Anna hadseregének bal szárnya ellen és a magaslatról elűzve sikerült teljesen megfutamítani. Öccse, Thomas ebben az ütközetben kapott halálos sebet támadást vezetve, és Richard karjaiban halt meg.
|  | „„Kedves anyám,... Tom bátorságával és kiváló magaviseletével elnyerte mindenki elismerését maga körül. Éjszaka a fegyverük mellett pihentek, az ellenségtől alig pár száz lépésnyire, készen állva, hogy reggel folytassák a támadást. Amikor a parancs (hosszadalmas lövöldözés után) megérkezett a rohamra, Tom az ezred élén vezette azt és az első vonalhoz irányította, melyet az ellenség kiürített és visszavonult a másodikba. Újabb parancs érkezett a második vonal megrohamozására is. Tom a védmű külső oldalára ugrott és elsőnek hatolt be az állásba. Saját elmondása szerint „körülbelül 200 embert találtam ott fekve, tüzelésre készen. Oldalról közelítettem és a kardom átjárta az első katonát. A következő megcélzott. Megütöttem a muskétát, de a fickó lőtt és eltalált.” Az egésznek vége volt délelőtt 11 órára. A találat után levágta az embert. Ezalatt a dragonyosok tartalékban voltak. Amikor a mexikóiak megfutottak, előreparancsoltak minket üldözni őket és a domb lábához közel megtaláltam Levi Ganttet, aki a hírt elmondta. Felmentem a dombra és ott találtam Tomot, ezrede több tisztje által körülvéve, sebétől igen szenvedett. A golyó bal oldalt hatolt be köldöke és csípője között, ... és közvetlenül a bőr alól, a gerinc külső részén szedték ki. Tagjait jól tudta mozgatni. Ekkor lovasaim éppen üldözőben voltak, így csatlakoztam hozzájuk és Tomot a tiszt bajtársaival hagytam. Mikor az üldözésnek vége volt, visszatértem a dombra körülbelül este 7 óra felé. Az orvos azt mondta semmit sem tudott tenni és megmondta Tomnak, hogy készüljön a legrosszabbra. Magába roskadva találtam, de sokkal jobban viselve, mint amikor reggel ott hagytam. Tökéletesen tudatában volt helyzetének, és olyan nyugodt volt, mintha aludni készülne. Azt mondta, reméli nagy fájdalma vezeklés lehet bűneiért és egy imakönyvet kért, amit Harriet Stoddert adott neki. ... Mivel nem volt fény, a könyvnek nem vehettük volna hasznát. Azt kérte írjak haza és említsem meg, hogy Loring őrnagynál van az órája és tárcája. 18-án éjjel egy és két óra között lehelte az utolsót egy aludni készülő gyermek csendességével. Mellette szenderegtem ez idő tájt. ... Egy vagy két órával halála előtt enyhén delirált - vagy ez inkább túl erős kifejezés, inkább azt kéne mondjam, zavart volt - de mindig visszatért, ha szólítottam, hogy miről beszéltünk. Halála előtt röviddel lábai ernyedtségére lett figyelmes, néhány perccel később azt mondta (kezét rá téve), hogy a lábai már megnyitották a bált, amivel elmúlására célzott. Semmi sem lehetett nyugodtabb mint ahogyan viselkedett.” - Richard Ewell második levele Tom halálának körülményeiről.” |
|  | |

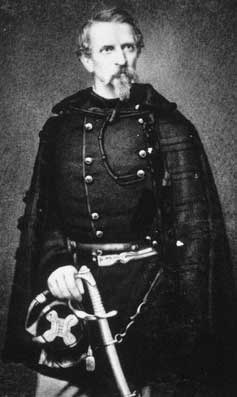
Philip Kearny Jr. A polgárháborúban az uniós oldal tábornoka lett. Pár nappal Ewell lábának elvesztése után a Chantilly ütközetben elesett.

Ewell maga is azt hitte, hogy már csak a győzelem gyümölcseinek betakarítása van hátra. Scott azonban a mexikói főváros előtt, Pueblánál megállította a csapatait és tíz hétig tartó egyezkedésbe bonyolódott Santa Annával, mely időt biztosított ellenfelének egy új hadsereget felállítani. Scottnak ismét ütközetet kellett vívnia Mexikóváros birtoklásáért. Az 1847. augusztus 19-i Contrerasi ütközet előtt Robert E. Lee százados stábtisztet kísérték Kearnyval éjszakai felderítésre a Pedregal nevű, a fővárostól délre eső lávasíkságára. Lee-ről így írt egy levelében: „Az egészen az ágyúk torkáig menő vakmerő felderítéseivel lehetővé tette, hogy Scott akár a sátra elhagyása nélkül harcolhatta meg csatáit. Szerény és csendes viselkedése üdítő felfrissülés Mr. Polk bombasztikus és ostoba tábornokai és tisztjei után.” A felderítés sikeres volt, Lee talált egy utat, ahol tanácsára Scott oldaltámadással próbálkozott és a contrerasi ütközet kemény harcai után a menekülő mexikói hadsereget üldözve egy erőd alatt találták magukat a katonák, ahonnét ágyúval lőttek rájuk. Kearny megsebesült és a két lovát is elvesztő Ewell a hátán cipelte őt biztonságba. Következő nap Churubuscónál a két ellenséges hadsereg találkozóharcot vívott egymással. Másnap, augusztus 20-án a Contrerasi ütközetben és Churubuscói ütközetben mutatott hősies magatartása miatt Ewellt előléptették címzetes századossá.
A győzelem után Scott újabb három hétig egyezkedett Santa Annával, aki ismét az állásait fejlesztette ezalatt. Ez a fegyverszünet megsértése volt, így Scott felmondta azt. Nem maradt más hátra, mint megostromolni a fővárost. Scott első célpontja Molino del Rey kövekből épült települése volt. Szeptember 8-án az amerikai csapatok nagy veszteségek árán pürroszi győzelmet arattak a Molino de Rey-i ütközetben. Ezután már elég közel voltak hozzá, hogy megostromolják a fővárost védő Chapultepec erődöt. Az erőd ágyúzása szeptember 11-én kezdődött és 12-én folytatódott. A szeptember 13-i rohamban elesett unokatestvére, Levi Gantt, aki ugyan a 7th mounted infantrynél (dragonyosoknál) szolgált, de a rohamcsapathoz lett beosztva és mellbe lőtték. Az erőd bevétele után Mexikóváros megszállás alá került és Santa Anna letette a fegyvert. 1848 januárjában Ewell egysége birtokba vette Toluca de Lerdo városát, a fővárostól kb. hatvan kilométerre nyugatra.

## A keleti part városaiban
1848-ban Mexikóból hazatérve Ewell Jefferson Barracksban jelentkezett szolgálattételre. Augusztusban egészségügyi eltávozásra ment otthonába. Októberben a pennsylvaniai Carlisle Barracksba, a marylandi Baltimore-ba és a virginiai Richmondba kellett mennie, toborzókörútra. A ranglétrán való kapaszkodásban fontos volt, hogy ne engedjen a hadsereg kötelékébe visszatérni egy jómagát rangban megelőző főhadnagyot, a korábban leszerelt James W. Schaumburghot. 1849 márciusában Ewell az ezred tisztjeinek véleményével Washingtonba ment Schaumburgh visszatérését opponálni. A sikeres könyöklési akciót nem tudta megismételni Lucius B. Northrop főhadnagy esetében. Northrop saját maga 1843-as térden lövése után leszerelt és a gyógyászat iránt kezdett érdeklődni. Orvosi karrierje azonban nem vezetett sehova és 1848-ban korábbi rangja visszakapását kérelmezte. Jefferson Davis szenátor közeli barátja volt, aki befolyását latba vetette érte és Northrop visszatért az 1. dragonyosezredbe. Mivel a rangot szenioritás alapján osztották, 1848. augusztus 12-én Ewellt megelőzve előléptették századossá. A kudarc után Ewellnek még egy évig, 1849. augusztus 4-ig kellett várnia saját századosi kivezésére.

## A határvidék unalmában

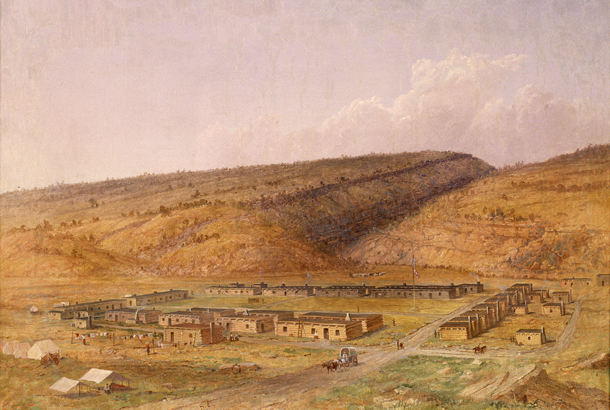
Fort Defiance, Arizona, 1873.

1850 októberében a toborzókörút véget ért és az új-mexikói Fort Defiance-ben kellett határvidéki szolgálatra jelentkeznie. Ewell átvette a dragonyosok G századának irányítását, s néha ő volt az egyetlen tiszt a helyőrségben, így a kiképzés és a csapatok feladatai mellett a papírmunka is rá hárult. Fenntartotta a fegyelmet, igazságot szolgáltatott és haditörvényszéki üléseken vett részt. A napok szakadatlan egyformaságú rutinból álltak. Hogy ennek unalmát megtörje, kertet gondozott, szőlőt művelt, madarakat lőtt és horgászott. Másokat is erre biztatott, bátyjának elmondta: “Századom egyik hadnagyát a minap megkérdezték, hogy miért nem izgatja magát a parancsok megváltoztatásán és egyebeken, mire azt mondta, hogy az egyetlen amivel most törődik az édesburgonyája termőre fordulása. Bolondságnak tűnhet, de valójában ez a hadi élethez a kulcs. Hacsak nem iszunk, vagy szerencsejátékot űzünk, az abszolút unalmat távoltartandó szükséges valamivel élénken tartani az érdeklődésünket. ... valami triviális semmiségre van szükség, ami leköti figyelmünket és nem hagyja felfedezni, hogy csak egy triviális semmiség.” Az unaloműzés másik módja a társasági összejövetel, beszélgetés volt. A határvidéki tisztektől elvárták, hogy mindenféle utazóknak menedéket, szállást nyújtsanak. „Egy hete már egy francia papot szállásoltam és inkább jöjjön rám a hét évig tartó viszketés mint hogy viszontlássam,” panaszkodott Lizzienek írt levelében. „A házam tiszta fogadó és teljesen kivagyok ezeknek az embereknek a szégyentelen és mérhetetlen tolakodásától.” „Egészen elsőrendű elképzelésem van a fogadósok mindennemű zaklatásáról, leszámítva a vacsorakilátásukat. Már hat hónapja szerencséltetnek megszakítás nélkül. Ma egy mexikói alkalmatlankodott hosszú órákon keresztül, utána egy zsidó hollandus kereskedő, és végül egy ír ács. Mindezen dolgok közbeszólnak egy hosszú levél megírásában.” – magyarázta Ben bátyjának egy más alkalommal.
Ewell nagy erőfeszítéssel és sok ideje rááldozásával hajszolta a pénzt. Szegénységben nőtt fel, így nagy jelentőséget tulajdonított a pénzügyi biztonságnak. Függetlenségét megteremtendő birkát és marhát tenyésztett, részvényekbe fektetett és olyan vállalkozások hasznán tűnődött, mint igáslovakat Kaliforniába hajtani és eladni az aranyásók számára. Legígéretesebb vállalkozása egy ezüstbánya volt. „A Patagónia bánya (így hívják, ahova befektettem) gyorsan mélyül a Föld középpontja felé,” írta Lizinkának. „A legsötétebb és lehangolóbb látványú járat, amit csak el tudsz képzelni – 50 láb mély, jó hozam ígéretével – már 1000 dollárt ígértek a részemért, amelybe akkor kb. 100$ fektettem, szóval ha bukás lesz a vége, a károgók nem mondhatják, hogy kezdettől fogva abszurd spekuláció volt.” A bányarészesedését végül eladta kiállhatatlan befektetőtársának, Elias Brevoortnak. Utóbb kiderült, hogy Brevoort utáni tulajdonosa helyes menedzsmenttel nagy profitot tudott belőle kitermelni. Néha testvéreivel, vagy unokatestvéreivel összeállva hajtott végre jövedelmező üzleti ügyleteket. Mottója szerint „inkább egy rossz spekuláció, mint egyáltalán semmilyen”.

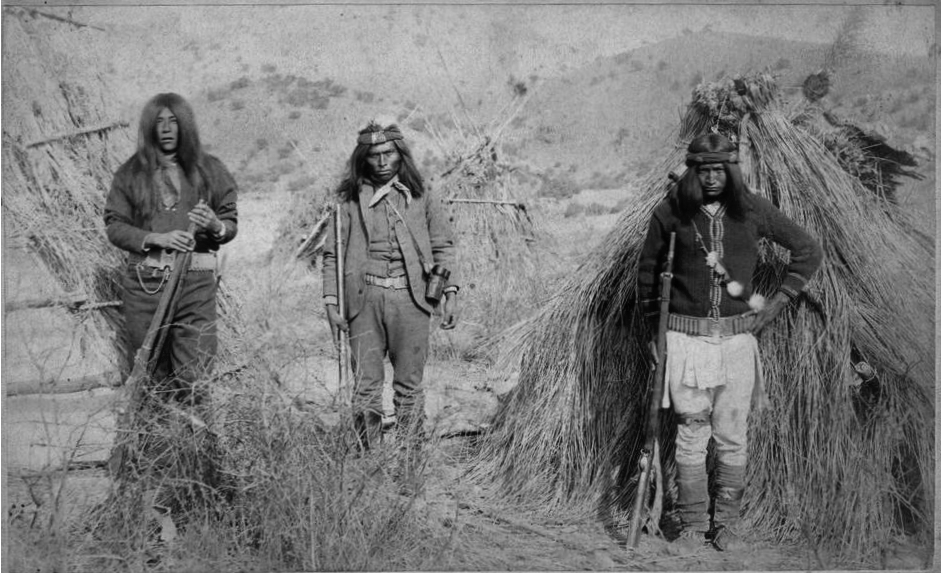
Apacs harcosok 1880 körül.

1854 januárjában kelt levelében azt írja nővérének, Rebeccának, hogy Lizinka birtokát félmillió dollárra becsülik és hogy bátyja 1853-as halála óta nem írt neki. 1855-ben Lizinka ajánlatot tett Richardnak, hogy hagyjon fel a katonaélettel és szegődjön hozzá birtoka igazgatójául. Richard Spring Hillbe látogatott az eltávozásán, de testvére, Rebecca és unokatestvére, Tasker Gantt szerint is hosszan hezitált, mielőtt elutasította volna.
1857 májusában és júniusában Ewell részt vett a Gila apacsok elleni büntetőháborúban. A lovas vállalkozás célja a Gila folyóra tekintő hegyekben lakó apacs törzsek Rio Grande menti portyáinak megszüntetése volt. A háború után Ewell Benjamin L. E. Bonneville ezredes mellett Arizonában és Új-Mexikóban feltérképezte a Gadsden-vételben vásárolt földet. A négy századnyi dragonyoskontingenst Isaac Steen vezette. Tucson környékén védték a mexikói telepeseket az apacsok támadásaitól. Ewell kétszer járt Mexikóban; először diplomáciai küldetésen Ignacio Pesqueira sonorai kormányzóhoz küldték, aki egy amerikai vállalat képviselőjét, Charles P. Stone-t eltávolította Mexikóból, másodszor dezertőröket üldözött. 1859-ben egy apacsokkal vívott összecsapásban megsebesült. 1860-ban az arizonai Fort Buchanan erődjének irányítása közben megbetegedett és 1861 januárjában kénytelen volt hazatérni a vadnyugatról Virginiába, hogy felépüljön. Saját állapotát később így jellemezte: „nagyon beteg voltam, szédültem, rosszul voltam és most nagyban tehetetlen vagyok, és néha a láz hidegrázása jön rám.” A betegség és sebesülések az eljövendő polgárháborús időkben is nem kevés gondot okoztak neki.

## A polgárháborúban

### A Manassasi csatáig
A polgárháború közeledtével Ewell túlnyomórészt szecesszióellenes, unionista érzelmeket látszott táplálni, de mikor hazája, Virginia az elszakadás mellett döntött, 1861. május 7-én benyújtotta leszerelési kérelmét és belépett a Virginiai Ideiglenes Hadseregbe. Május 9-én ezredesi rangban vették át a lovassághoz. A május 31-én Fairfax Court House mellett vívott kisebb összecsapásban vállon találták, s ezzel az első tiszt lett, aki a konfliktus során megsebesült. Június 17-én előléptették dandártábornokká és dandárparancsnoki beosztást kapott a konföderációs Potomac hadseregben. Részt vett az Első manassasi csatában, de a harci cselekményből kimaradt. A konföderációs állások jobbszéle, Union Mills jutott neki. P. G. T. Beauregard, a hadsereg parancsnoka egy jobbszárnyi támadást akart indítani, de utasítása eltévedt és ezután a figyelmét elvonta saját balszárnyának megkerülése. Noha a konföderációs hadsereg nem hagyta magát és szerencsétlenségét átvészelte, majd a győzelmet is kivívta, Ewell reputációja megszenvedte az esetet.
Órákkal a csata után Ewell megemlítette Jefferson Davis elnöknek, hogy a Konföderáció győzelméhez szükséges lenne a rabszolgák felszabadítása és felfegyverzése a hadsereg számára. Jómaga hajlandó lett volna fekete egységet harcba vezetni. Davis lehetetlenségnek nevezte az ötletet és a téma többször nem merült fel. Ewell Patrick Cleburne-höz hasonlóan azon konföderációs tisztet közé tartozott, akik úgy gondolták, hogy a háborúban rasszra való tekintet nélkül minden lehetséges emberi erőt mozgósítani kell.
Július 24-én Ewell benyújtotta saját hivatalos jelentését. Másnap megtudta, hogy Beauregard elégedetlen volt, hogy nem indult Centerville felé támadásra. Ewell felkérte, hogy mutassa meg a parancs másolatát, vagy nevezze meg a futárt, aki kézbesítette. Kiderült, hogy Beauregard egyiket sem képes megtenni, mert nem írtak másolatot és a futárt sem ismerte. Be kellett látnia és Ewellnek meg is írta, hogy nem hibáztatja őt személyesen a kudarcért a saját jelentésében. De valójában a jelentés ártó sajtóhíreszteléseket indított útjára Ewellről, egészen az árulás vádjáig menve. Az esetről szóló vita 1884-ben újra a felszínre tört és hevesen vitatták a sajtóban 1891-ig.
1861. július 19-én George Campbell Brown, Lizinka fia megérkezett Ewellhez, hadsegédje lett, még később segéd-hadseregfelügyelő és ebben a minőségben szolgálta a háború nagy részében. Levelei később megjelentek Campbell Brown's Civil War: With Ewell in the Army of Northern Virginia (Campbell Brown a polgárháborúban: Ewellel az Észak-virginiai hadseregben) című könyvében. George aktív szerepet játszott Richard és Lizinka régről datálódó szimpátiájának kibontásában. Ewell, akinek nem születtek saját gyermekei, nevelt fiaként kezelte.

### Észak-Virginiában
A csata után a déli hadseregek őszig a pozíciójukban maradtak. A dandárt ezután beolvasztották a Earl Van Dorn hadosztályába, de november 6-án Ewellt utasították, hogy adja át a dandárt Robert Rodesnak, és vezesse a Stonewall dandárt, amely parancsnok nélkül maradt, miután Jacksont áthelyezték Harpers Ferrybe. Szinte azonnal a dandárt a Shenandoah-völgybe küldték, míg Ewell Manassasban maradt, és rábízták James Longstreet dandárját. Ewell egész télen ennek az egységnek a parancsnoka maradt, székhelye Centerville-ben volt, a Four Chimney House birtok mellett, ahol egykor gyermekkorát töltötte. Itt meglátogatta Lizinka, akinek december 1-jén megkérte a kezét, és eljegyezték egymást.
1861 januárjában a hadsereg nagy átszervezéseken esett át. Beuregard-t, Van Dornt és Kirby Smitht nyugatra vezényelték át, így Ewell megszabadult a vele szemben bizalmatlan Beauregardtól. Johnston Kirby Smith hadosztálya élére helyezte Ewellt, melynek három dandárját Elzey, Isaac R. Trimble és Richard Taylor irányította. 1862. január 24-én a vezérőrnagyi kinevezést is megszerezte számára. Ewell vonakodva fogadta el az előléptetést, mert úgy gondolta, hogy a manassasi csatában ténylegesen harcoló Jubal A. Early jobban megérdemli. A közvélekedés a sajtóban jobban dicsért Earlyt, Arnold Elzey-t vagy Jeb Stuartot tartotta méltónak. Ewell maga is meglepődött az előléptetésen: tudta, hogy Johnston nagyra értékeli őt, de nem gondolta, hogy az elnök jóváhagyja a jelöltségét. Alárendeltje, Richard Taylor meghökkenésére egyszer meg is kérdezte tőle: „Mondja, mit gondol, tulajdonképpen Davis elnök miért csinált belőlem vezérőrnagyot?”

### Stonewall Jackson alárendeltjeként
Mikor Joseph E. Johnston 1862. március 9-én visszavonult a Virginia-félsziget felé, Ewell hadosztálya Culpeper környékén maradt, a Rappahannock folyón átkelő vasútvonal ellenőrzésére. Március 28-án Samuel P. Heintzelman szövetségi hadteste megközelítette a folyót és visszaszorította Ewell járőreit, akik távozóban felgyújtották a hidat. Ewell felkészült a szövetségi támadásra, de a következő nap John S. Mosby azt a hírt hozta, hogy az uniósok Warrenton felé elhagyták a körletet. Április közepére a helyzet meglehetősen nyomasztóvá vált, mert az északi hadsereg minden létező irányban túlerőt vonultatott fel, és egyedül Ewell 6500 fős hadosztálya nézett szembe hasonló erejű fenyegetéssel, nevezetesen John Abercrombie és John Gary különítményeivel. Ewell a megtámadásukat tervezte, de Abercrombie váratlanul Louis Blenker hadosztályához csatlakozott, mely a szövetségi erőket 13 500-ra növelte Warrenton környékén. Ewell üzenetet küldött Charles W. Fieldnek, hogy közösen támadjanak, majd az elutasítás után Jackson segítségéért fordult.

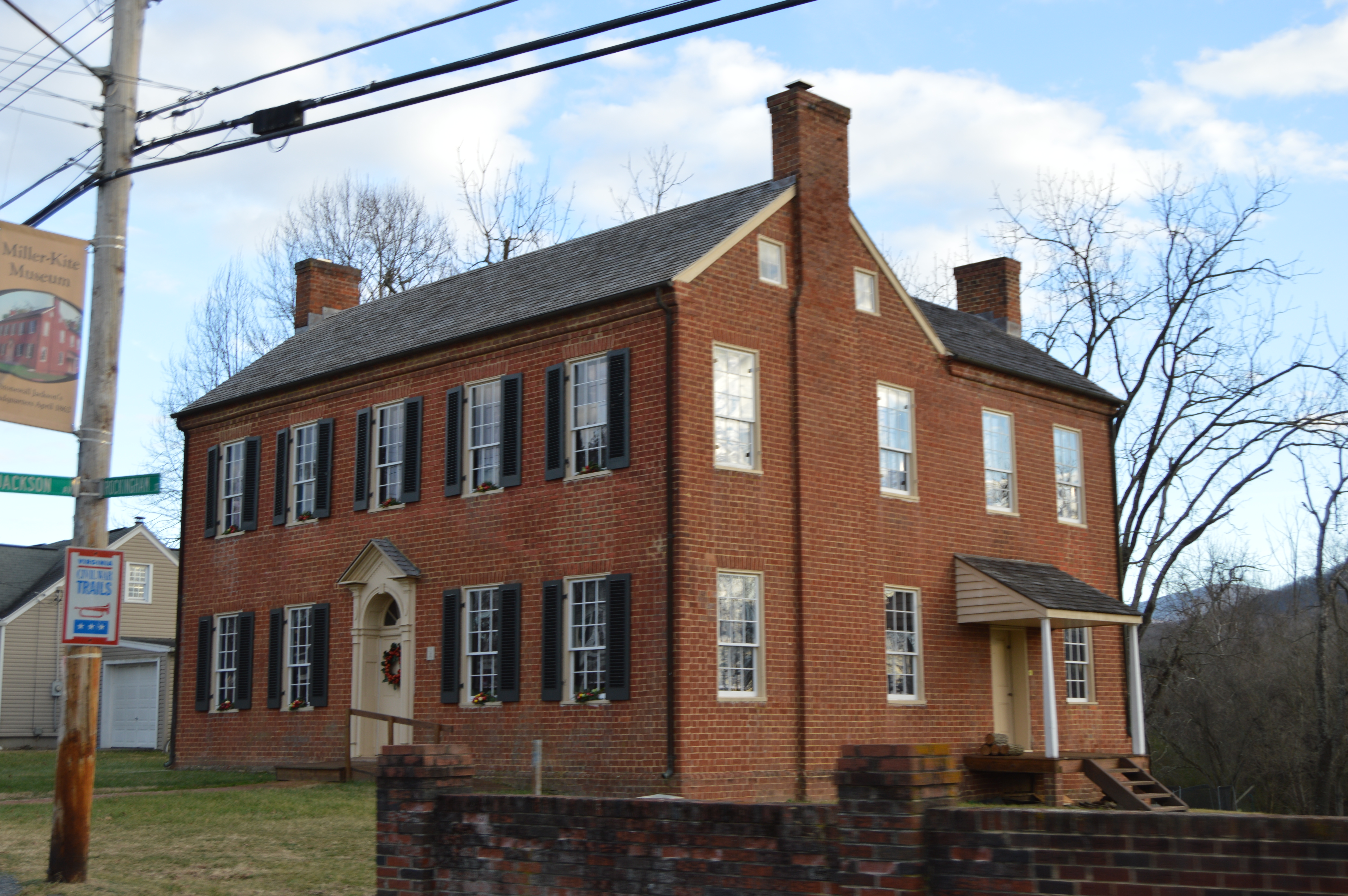
A Kite-ház Conrad's Store-ban, Jackson főhadiszállásként használta.

Johnston tábornok utasította Ewellt, hogy csatlakozzon Stonewall Jackson-hoz a Shenandoah-völgyben. Egy hétig üzengettek egymásnak, hova és mikor és április 16-a környékén a szövetségi erők még csak 6-10000 főre rúgtak Ewellel szemben. Ewell támadási engedélyt kért Samuel Cooper hadseregfelügyelőtől, aki Davis irodáját vezette. Az engedély megérkezett, de április 17-én Jacksontól sürgetés érkezett, hogy Ewell menjen ténylegesen a Shenandoah-völgybe. Ewellnek nem volt kifejezetten ínyére önálló szerepkörét feladni és a rangidős Jacksonnak engedelmeskedni, de a levelezésben a viszony továbbra is szívélyes maradt. Április 28-án Ewell megérkezett Jackson Conrads Store-ban levő szállására és megvitatták a továbbiakban tervezetteket. Ewell Bankset szerette volna megtámadni New Marketnél. Április 30-án Jackson Frémont megtámadása mellett döntött és Banks megfigyelésére hátrahagyta Ewellt. Május 8-án Jackson a McDowelli ütközetben vereséget mért Robert H. Milroy és Schenck hasonló erejű csapataira, és zsákmányul ejtette a szekértrénjük jó részét, de időközben a Konföderációt súlyosnak ítélt támadás érte a Virginia-félszigeten. 

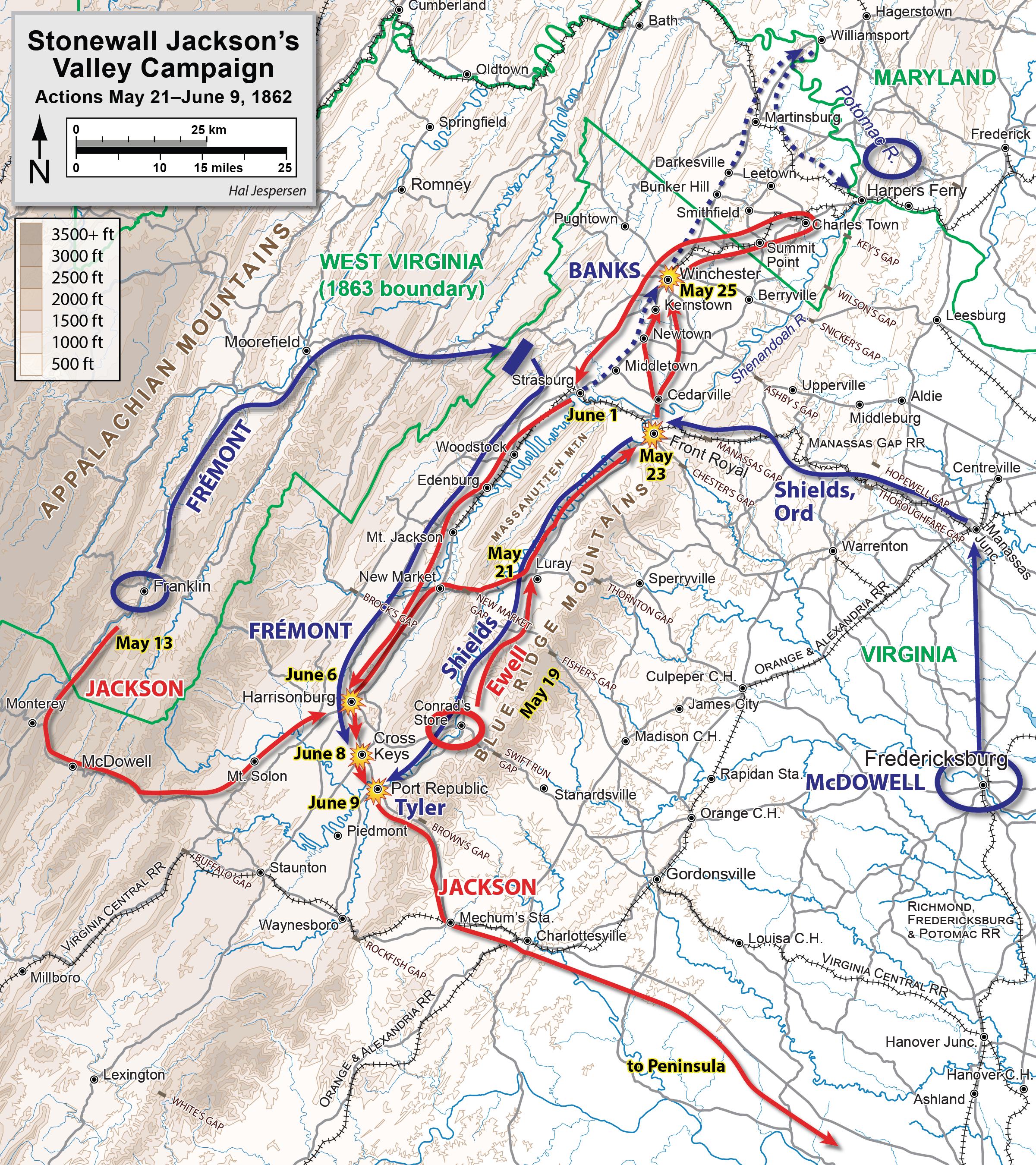
Stonewall Jackson Shenandoah-völgyi hadjárata

A stratégiai helyzet megváltozott, az uniós hadvezetés elkezdte kivonni Banks hadtestét Shenandoah-völgyből. Ewell meg akarta támadni a visszafelé vonuló uniós csapatokat, de nem kapott rá engedélyt és mikor Lee tábornok a völgy Culpeper felé való elhagyását tanácsolta, Jackson megtiltotta a műveletet. Jómaga május 18-án rövid megbeszélést folytatott Ewellel. Május 21-én 17 000 embert és 50 ágyút egyesítettek. Május 23-án megtámadták a visszavonuló uniósok hátát fedező ezrednagyságú erőket Front Royalnél. Ezt Ewell hadosztálya jórészt egymaga hajtotta végre, de parancsnoka nem követelte magának a dicsőséget, hanem átengedte Jacksonnak. Május 25-én Winchensternél megtámadták és megverték a visszavonuló Banks 6500 főre fogyatkozó erőit. A párszáz fős harci veszteség után 1700 fő esett fogságba. Folytatva az offenzívát Jackson serege Harpers Ferry-ig hatolt előre. Május 30-án kiderült, hogy a szövetségi hadsereg három oldalról keríti be Jacksont a völgyben. Jackson utasította Ewellt, hogy irányítsa a visszavonulást, és Winchesterbe ment. Ewell Strasburgbe vezette a hadsereget, ahol a szekértrént Frémont hadserege majdnem feltartóztatta, de Ewell meglepetésére az ellenség visszavonult, holott csak egy déli vonallal nézett szembe. Jackson felfelé, vagyis déli irányba mozgatta a sereget a völgyben. Június 2-án jelentették, hogy Johnston megsérült a Seven Pines-i csatában. „Nem tudom, ki lesz Johnston tábornok utódja” – mondta Ewell -, „de egyáltalán nem leszek ideges, ha Lee-re esik a választás.”
Június 8-án Jackson megállította a hátrálást, mikor a Shenandoah völgy két vonulatában előretörő szövetségiek még nem tudtak egyesülni egymással és egyenként akart vereséget mérni Shields és Frémont kontingensére. Ewell a Cross Keys-i ütközetben 5800 emberével elállta Frémont 11 500 katonájának útját. Ewell nagyjából a Mill Creek (Malom-patak) mögött foglalt állást, kivéve a jobbszárnyát képező Trimbe dandárt, amely előrébb, a Victory Hill (Győzelem-domb) lankáit ellenőrizte. Mikor Frémont előremozgatta egységeit, az emigrált Számwald Gyula dandárja, aki Julius Stahel néven élt az USA-ban, belesétált a rejtőzködő Trimble dandár katonáiba, akik kb. 35 méterről golyó-és-sörétre töltött puskákkal sortüzet zúdítottak rájuk. 300 ember maradt a földön, Stahel dandárja menekülni kezdett. Mivel ők alkották a szövetségi vonal bal szélét, és Trimble bátran előretört a sikert kiaknázni, Frémont kudarcot valló elreteszelési kísérletei után kénytelen volt a teljes vonalát hátramozgatni. Frémont a 6-700 fő veszteség elszenvedése után nem látszott képesnek támadni. Ewell vesztesége 287 fő volt.
Ewell két dandárparancsnoka, Elzey és George H. Steuart dandártábornok is megsebesült az ütközetben. A helyüket James A. Walker és W. C. Scott ezredesek vették át. Másnap Jackson utasítására Ewell felégette a Shenandoah-folyó északi ága fölött átvezető hidat Frémont előtt és vegyen részt a másik északi kontingens megállításában. Ewell már előző nap Jacksonnál hagyta legerősebb dandárját, a Taylorét. Jackson a beérkező erősítésekkel ellentámadást indított és megfutamította az összességében csak feleakkora erőt harcba vető Erastus B. Tylert. A kemény harcban 1000 főt vesztő északiak 800 déli katonát elimináltak a helyenként kézitusáig menő harcban. Aznap este a vacsoránál Ewell azt mondta Thomas T. Munford ezredesnek: „Emlékszik a beszélgetésünkre a Conrads Store-ban? [...] Visszavonok mindent [...] Az öreg Jackson nem bolond; másnak adott jótanácsát maga is megszívleli és így elképesztő dolgokat művel, de van ráció az őrületében. Teljesen rosszul ítéltem meg. A derék Trimble meg egy igazi ász. Óvatoskodás helyett bátran viselkedett és ami azt illeti a tegnapi csata hőse volt. Jackson nem volt a harctéren, így a sikert nekem fogják tulajdonítani – de Trimble nyerte meg.”
Jackson és Ewell együttműködése, dacára annak, hogy mindketten mutattak a gyakorlattól elrugaszkodó viselkedést, jól harmonizált. Stílusukban sok különbség mutatkozott, Jackson szigorú és hitbuzgó volt, míg Ewell elmés és extrém profán. A harctéren Jackson rugalmasnak és eredeti gondolkodásúnak bizonyult, míg Ewell noha bátor és hatékony alárendelt volt, pontos utasításokat igényelt ehhez. Ewell kezdetben idegesítette Jackson azon szokása, hogy még alárendeltjeit sem tájékoztatta taktikai elképzeléséről, de utóbb megszokta parancsnoka módszereit.

### A Hétnapos csata hadjáratában
Jackson hadseregét ezután Richmondba rendelték vissza, hogy támogassa Robert E. Lee harcát az Észak-virginiai hadsereg élén, mellyel George B. McClellan vezérőrnagy Potomac hadseregét kellett Richmond környékéről kiszorítania. Ewell hadosztálya egyáltalán nem harcolt a Beaver Dam pataki ütközetben. 1862. június 26-án Jackson csapatai hajnali egy órakor keltek, órákat vártak rá, hogy étellel lássák el őket a napra, majd hídépítés és az út kitisztítása után hat óra késéssel nekiindultak az aznapi menetnek. Jacksonnak a terv szerint fel kellett bukkannia Fitz John Porter vezérőrnagy hadtestének oldalában, mely önmagában is visszavonulásra késztette volna a szövetségieket erős állásukból. A hatórás késést azonban Jackson csak a szomszédos Lawrence O. Branch dandárjának üzente meg, aki kellő katonai előképzettség nélkül nem továbbította az értesülést. Ezen kívül Jackson parancsában sehol nem szerepelt, hogy támadást kéne indítania, úgy látszik ez Lee főhadiszállása elfelejtette közölni vele. Délután három órakor a hadosztályparancsnoki szerepkörben újonc A. P. Hill Jackson hiányában is áttörésre határozta el magát, anélkül, hogy akár a neki alárendelt Branchhez, akár Jacksonhoz, akár a parancsnokhoz küldött volna. Sejthető, hogy a döntést Lee amúgy támogatta volna, mert értesült, hogy a Chickahominy-folyó másik oldalán csapatok mozdulnak meg az elszigetelt Porter támogatására. A délután folyamán a Trimble dandár hallótávolságba került a harchoz. Ewellnek nem volt parancsa, hogy kiderítse miféle harcról van szó, hanem folytatta az útját a katonák izgatottsága ellenére. Délután 5 órára megérkezve Ewell és Jackson találkozott egymással, de újat egyikük sem tudott mondani a másiknak. Az ellenség megtámadására már késő volt, még egy óra, mire a harc színterére érnek és szétbontakoznak és az egész napos meneteléstől amúgy is fáradtak voltak.

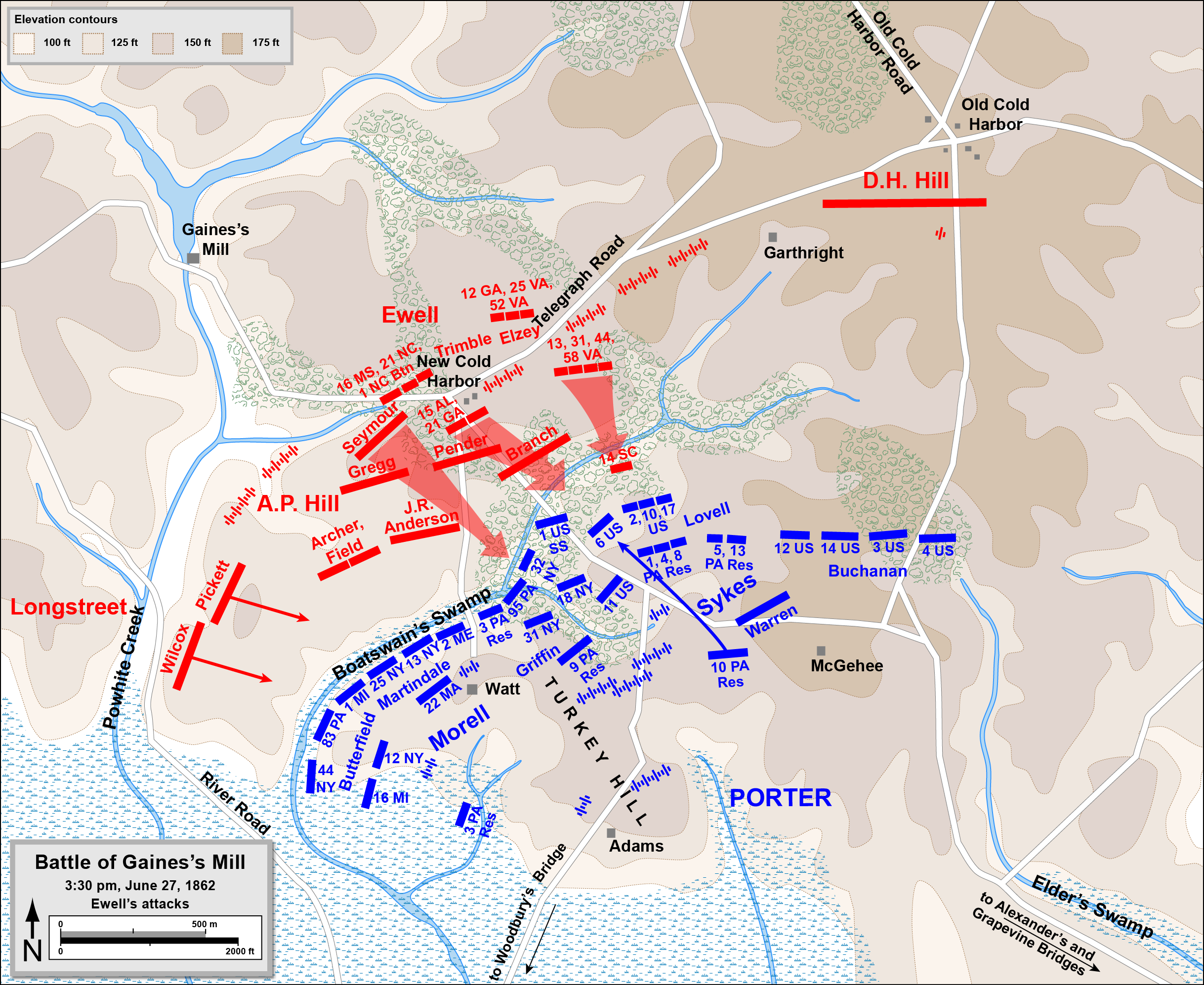
Ewell támadása Gaines' Mill-nél du. fél négykor

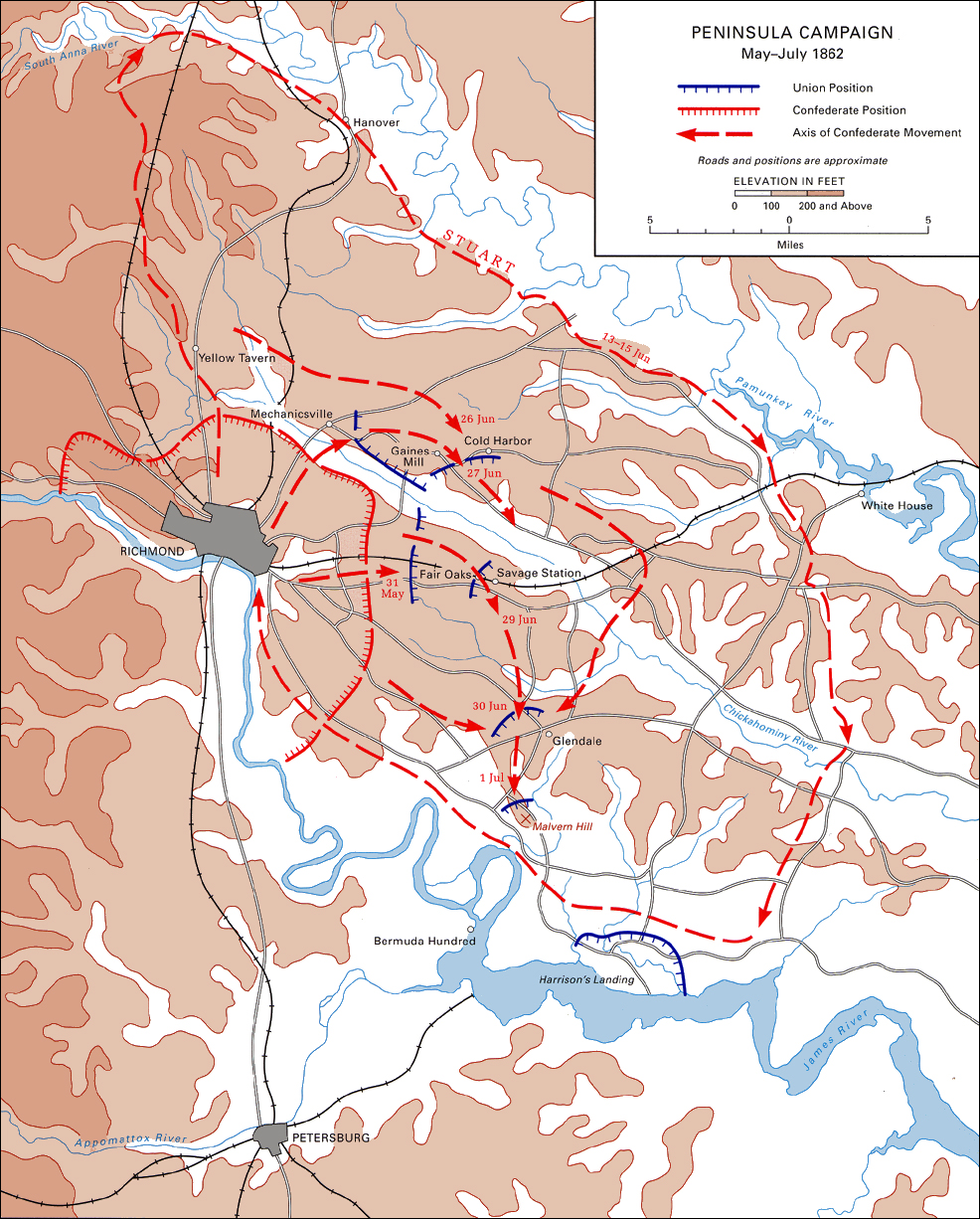
A hétnapos csata hadjáratának térképe.

Másnap, június 27-én a Gaines' Mill-i ütközetben (Gaines malom) a Jackson parancsnoksága alá tartozó csapatok elkéstek az ütközetből. John Henry Timberlake közlegény, az úti kalauz félreértette Jackson szándékát és tévútra vitte Ewell élen haladó hadosztályát. Egy órát elvesztegetve vissza kellett fordulniuk és megkeresniük a Cold Harborhoz vezető régi utat, melyet a visszavonuló szövetségi csapatok kidöntött fái torlaszoltak el. A fák eltakarítása közben orvlövészek is hátráltatták az előrenyomulást. Mikor Ewell a helyszínre ért, Lee hadsegéde, Walter Taylor tolmácsolta a főparancsnok azon szándékát, hogy Ewell azonnal támadjon, mert az első támadási hullámban A. P. Hillt visszaverték és most félő, hogy szövetségi ellentámadásnak lesz kitéve. Lee tehát Longstreettől is tehermentesítő támadást kért A. P. Hill csapatainak másik oldalán.
Ewell olyan sietve indította meg támadását, hogy még saját hadosztályának a vége sem érkezett meg a vonalba, fél négykor máris indultak a katonák előre. Lee instrukcióinak megfelelően az előzőleg Maxcy Gregg és Branch dandárja által kitaposott úton haladtak előre a mocsárban, hogy a nyomást fenntartsák az uniós vonalon. Ewell vezető dandárja Richard Tayloré volt, de Taylor aznap egészségügyi okokból távol volt, így Isaac Seymour ezredes vezette a dandárt. Seymour ebben a szerepkörben gyakorlatlan volt és nem tudta egyben tartani csapatait, melyek a fák között és a Boatswain (Fedélzetmester) mocsár bugyraiban tévelyegtek. zavarukat növelte, mikor Seymour ezredest egy szövetségi sortűz leterítette. Chatham Roberdeau Wheat őrnagy, a Louisianai Tigrisek zászlóaljának vezetője vette át roham vezetését, de őt szintén meghalt, mikor fejbe találták. A Taylor dandár visszahúzódott az ütközetből. Ewell Trimble dandárjából két ezredet is támadásba vetett, de ezek meg nem tudtak a mocsáron túljutni és 20%-os veszteséggel visszavonultak.
Este hétkor Lee-nek harmadik próbálkozásra sikerül egy koordinált támadáshullámot megszervezni a mocsárban tolongó és még érintetlen egységek között. A konföderációsok 16 dandárban 32 000 katonát sorakoztattak fel a rohamra. Ezek közül William H. C. Whiting vezérőrnagy mindkét dandárja, Law és Hood, valamint a Pickett dandár áttörték az uniós védelmet, amely összeomlott. Ewell két dandárt tudott harcba küldeni, Trimble-ét és Elzey-ét. Elzey nagyon súlyosan megsebesült a hadműveletben, fejbe lőtték és a felépülés után többet nem szolgált tábori beosztásban. Egységét James A. Walker ezredes vette át egyelőre. Szintén meghalt Reuben Campbell ezredes, Ewell west pointi szobatársa. Ewell maga is a harc sűrűjében volt lóháton és súlyos sebesülés nélkül megúszta. Június 30-án Jubal Early vette át Elzey dandárjának vezetését Walkertől. Early már korábban is dandárparancsnok volt, míg meg nem sebesült Williamsburgnél és időközben a saját dandárját feloszlatták. A Savage Station-i és a White Oak Swamp-i ütközetet Ewell egysége kihagyta. Közvetlen parancsnoka, Jackson az első esetben nem mutatott motívációt előrehaladni, a második esetben az ellenséggel való összecsapást mindössze a tüzérség csapásaira korlátozta. Június 30-án a Glendale-i ütközetet Jackson nemes egyszerűséggel átaludta egy fa alatt.
A Malvern Hill-i csatában ugyan felsorakoztatta csapatait, de önállóan nem támadott. D. H. Hill támadásához, sógora segítségkérésére csatlakozott, de mindössze egy dandárra korlátozta a segítséget. Ez a dandár az újonnan Jubal Early irányítása alá kerülő Elzey dandár volt. Mivel Jackson előzőleg Trimble dandárját Whitingtól jobbra, a Leroy A. Stafford ezredes által irányított louisianai dandárt pedig Whitingtól balra vezényelte, ezért Early dandárja állt egyedül Ewell parancsnoksága alatt, így kötelezve érezte magát, hogy vele tartson az ütközetbe. Mivel a Quaker Road (Kvéker út) vonalát a szövetségi tüzérség tartotta bombázás alatt, Ewell jobbra keresztezte az erdőbe menet és átkelt a Western Run patakon. Ewell és Early elszakadtak egymástól átkelés közben és az ütközet végéig nem találkoztak többet. A saját dandárját nem találva Joseph B. Kershaw katonáiba botlott. Megpróbálta meggyőzni őket, hogy dandárjuk segítse támadását, de Kershaw vonakodott. Ewell ekkor saját kezébe vette a vezetésüket és két másik ezreddel együtt 250 méteres távolságból rohamot indított. A szövetségi ágyú pusztító tüze visszaverte őket, majd D. H. Hill kérésére Ewell nem tett több próbálkozást, amely veszteségeket termelt volna. Eddigre Early is felbukkant, majd a nyomában a marylandi ezred katonái jöttek. Ewell mindannyiukat a földre feküdni parancsolta az est beálltáig. Ewell nem értette, miért kellett a katonákat feláldozni erre az értelmetlen támadásra és ezzel nem volt egyedül.
A súlyos veszteségeket szenvedő Észak-virginiai hadsereg nem volt abban az állapotban, hogy üldözze a visszavonuló Potomac hadsereget. Július 4-én Ewell parancsa kora hajnali indulást írt elő, hadosztályának kellett volna vezetnie a menetet, de a törzséhez érkező Jackson rajtakapta, hogy elaludt és még ágyban volt, ezért keményen megfeddte. Ettől eltekintve a hadjárat sikertelensége miatt Lee hadosztályparancsnokai közül Magruder, Whiting és Theophilus Holmes súlyos szakmai hibákat vétettek, Huger hatékonysága kétségbeejtően alacsony volt, míg A. P. Hill, Longstreet és D. H. Hill jó hadvezetése mellett egymás közti torzsalkodással rontotta le renoméját. Ewell teljesítménye hiba nélküli maradt a hadjáratban. Lee Magruder már eldöntött és vágyott áthelyezését nem halogatta tovább, majd a Mississippintúli hadszíntérre helyezte Holmest és Hugert is. Whiting egészségügyi eltávozásra ment és Lee láthatóan nem kívánva további együttműködést nem várt a visszatérésére hanem John Bell Hoodot léptette elő hadosztályparancsnokká. Ewellt és teljesítményét azonban megőrizte az emlékezetében  mint olyan beosztottat, aki Whitinggal ellentétben elfogadta a föléje rendelt Jackson különcségeit. Nem mindenki volt lelkes Jackson parancsnoksága iránt, különösen a Hétnapos ütközet hadjáratában mutatott teljesítményét nézve. Pár tiszt odáig ment, hogy Richmondban Samuel Cooper tábornok főhadsegédhez mentek és őt kérvényezték, hogy vegye el a hadosztályt tőle. Ewell erről hallani sem akart és személyesen jelent meg Coopernél, hogy lebeszélje róla. Ewell Jackson legszilárdabb támogatója lett, rövid tíz hét ismeretség után. McClellan hadserege megtámadhatatlan pozíciókat foglalt el a folyó mentén, a konföderációs katonaság pedig tömegével lett maláriás a mocsarakban, ezért Lee némi lovasságot hátrahagyva visszatért Richmondba.

### Az Észak-virginiai hadjáratban

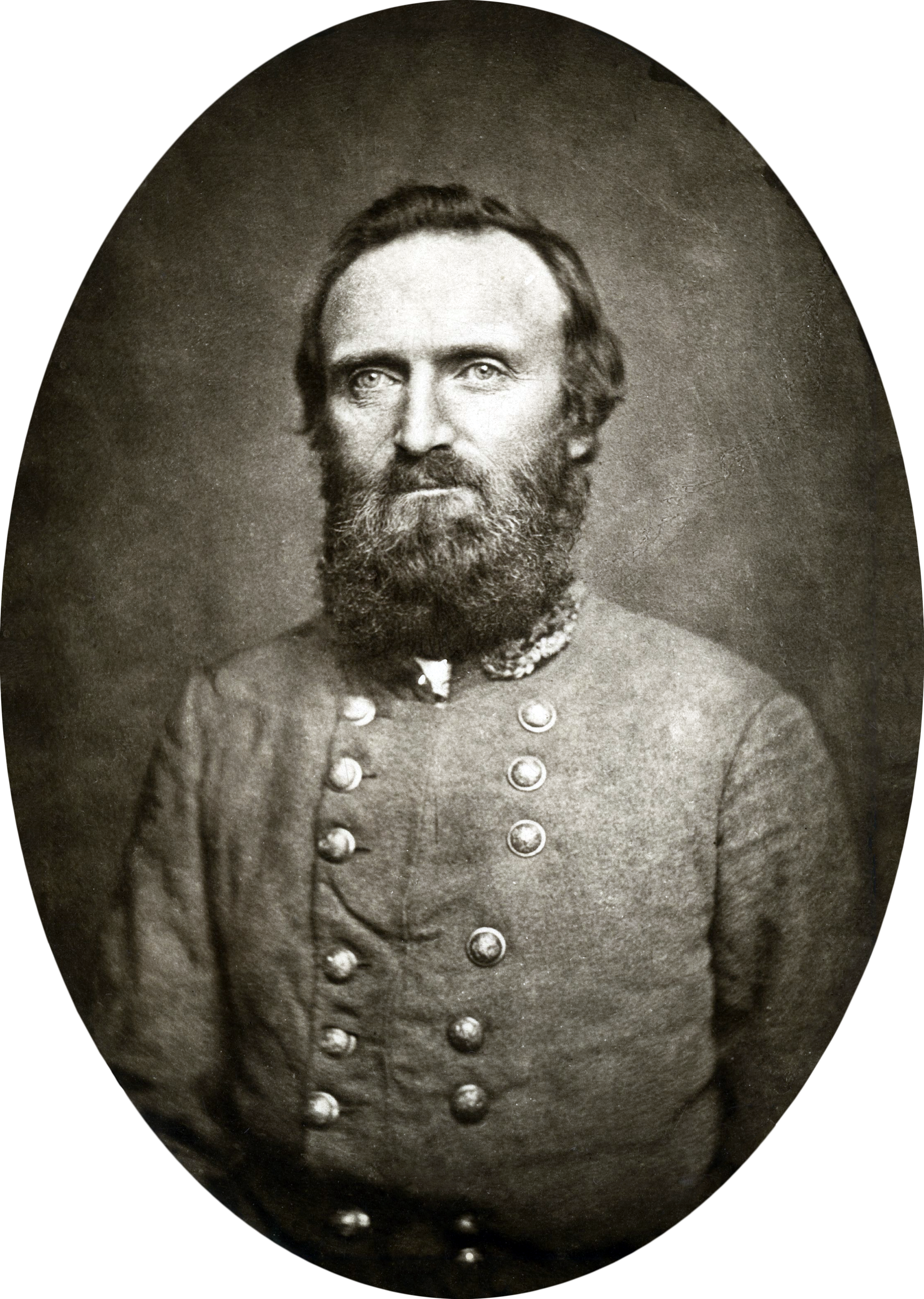
Stonewall Jackson. Őrültből mintakép.

Miután Lee a Hétnapos ütközet hadjáratában az uniós hadsereget visszaűzte kb. 20 km-re a James-folyó partjára, a Shenandoah-völgyben hagyott szövetségi erők ellen fordult. Ennek élére időközben John Pope-ot nevezték ki, aki átkeresztelte a haderőt Virginiai hadsereg névre. Pope gondosan átültette a gyakorlatba az északi politikusok által követelt háborús keménységet és a civil lakosságot terrorként érte eljárása. Mikor Pope első hadparancsában arról nyilatkozott, hogy a Nyugati hadszíntéren, ahonnan ő jött, mindig csak az ellenség hátát látták, Ewell erre azt jegyezte meg: „Hát az én csapataimnak a hátát nem fogja látni. A gatyájuk amúgy is teljesen ki van szakadva hátul és ettől aztán elakadna a szava ennek a nyugati szájhősnek.” Ekkoriban a konföderációs haderőben még nem volt hadtestparancsnoki beosztás, így Lee Jacksont „szárnyparancsnokként” három hadosztállyal küldte Pope ellen, a sajátját, Ewellét és A. P. Hillét irányítva. Utasítása világos volt: „azt akarom, hogy hatástalanítsa Pope-ot.”
Jackson július 19-én érte el Gordonsville-t. Ewell csapatai 3000 főre fogytak nagyrészt betegségek miatt. Richard Taylort áthelyezték a Mississippintúli hadszíntérre és dandárja irányítása Harry T. Hays ezredesre szállt. Mivel ő egyelőre sebesült volt, helyettese, Henry Forno irányította az alakulatot. Augusztus 6-án megtartották Garnett dandártábornok tárgyalását. A jogi ügylet másfél napon át húzódott, Ewell a katonai ítélőszéknek tagja volt. Az eljárást másfél nap tárgyalás után felfüggesztették, mert 1862. augusztus 8-án a Ewell képezte előőrs elindult megütközni Banks hadtestével Cedar Mountainnél. Annyi mindenesetre világos lett a tárgyaláson, hogy Garnett felkészült válaszokat adott és Jackson meggyőződhetett róla, hogy nincs értelme tovább erőltetnie az ügyet. A tárgyalás örökre elnapolódott. Augusztus 9-én délután egy óra körül érték el az ellenséges csapatokat. Early dandárja haladt az élen, s vonalba fejlődve ellenőrizte az utat. Az ütközetet tüzérsége csapásai vezették be, s az Early balszárnyán felvonuló Jackson hadosztály parancsnokát, Charles Windert pontosan telibe találta és megölte egy ágyúsrapnel. Ewell Trimble és Forno dandárjával az ellenség bal szárnyát készült megkerülni, de délután 5 óráig a terep akadályozta a csapatok bevetését. A kimenetel eldőlése után, a szövetségiek visszavonulása idején a két dandár a szárnyukra vetette magát. Összességében Ewell a harc lényegi részéből kimaradva nem sok babért aratott.
Ewell továbbra is rendkívül szerény maradt. „Ahol a nyomtatás Ewellről beszél, Jacksont kell behelyettesíteni. Az előrehaladást vezető hadosztályom mozgását ahol nekem tulajdonítják, ott valójában Jackson műveleteiről volt szó.” – hárította el megint az érdemeket magától. Egy ismerős hölgynek írt levelében így szólt: „Tökéletesen együttérzek Önnel a háború aggasztó kilátásaiban. Körülbelül 100 000 emberi lényt mészároltak már le a a borzalom minden elképzelhető válfajában és háromszor ennyi a sebesült, mindezt csupán pár fanatikus abolicionista és elvtelen politikus miatt, akik támogatói alsószoknyába, meg pantallóba öltözött nők és gyermekek[ként viselkedő férfiak].” A katonáival szemben néha másokat végtelenül mulattató kirohanásokat produkált. Egy hadnagy nem állította elő a Ewell által kért tíz futárt. Ewell megtalálta és lehordta a bűnöst, majd megkérdezte, hogy miért nem jelentkeztek a futárok. – Tábornok úr, én azt gondoltam... – de nem jutott tovább, mert Ewell a szót belé fojtva kifakadt: „Maga „gondolta”? „Gondolta”?! Milyen jogon gondol maga bármit is?! Hajtsa végre, amit mondok, hadnagy úr! Tegye amit mondok!”

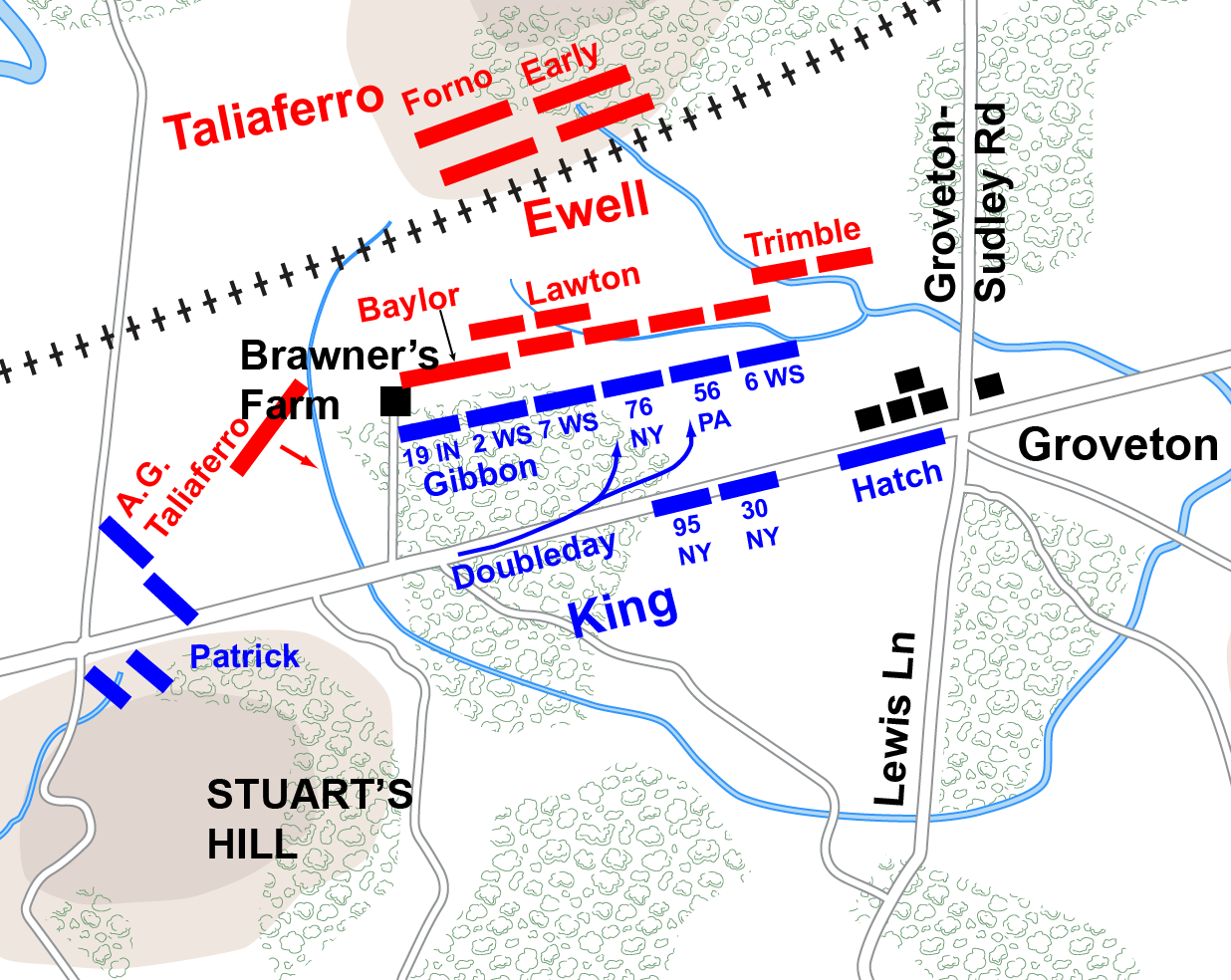
1862. augusztus 28-án a Brawner-farmi összecsapás térképe. Az ütközet része volt a háromnapos második manassasi csatának.

Jackson hadosztályától Ewell megkapta Alexander R. Lawton dandárját. Augusztus 22-én a Rappahannock-folyón való átkelést Henry Bohlen dandárja próbálta megnehezíteni. Ewell hadosztályából Trimble vette fel a küzdelmet vele és heves harcban megfutamította. Bohlen holtan maradt a csatatéren. Trimble és John B. Hood jelentései közt eltérés van; utóbbi azt állította, hogy a támadást nem Trimble dandárja egyedül, hanem három konföderációs dandár hajtotta végre közösen, Trimble középen, Hoodé jobboldalt és Evander M. Law dandárja a balszárnyon. Hood veszteségeket is jelentett. Ugyanaznap Lawton egy ezrede és Early dandárja délután átkelt a Warrenton Springsszel átellenben levő oldalon. Lawton dandárjának maradéka a sötétség beállta és az emelkedő vízállás miatt már nem kelt át. Early másnap tüzérségi összecsapást vívott Pope visszavonulást fedező erejével, ahol veszteségek nem keletkeztek, de Earlyt megijesztette, hogy potenciálisan hatalmas túlerővel néz farkasszemet. Jackson érzéketlen volt iránta, hogy Early ellátatlan csapatai egy falatot nem ettek 30 órája és Early visszahívása helyett Lawton dandárját is átparancsolta a folyón. Ewell 24-én délután ért a helyre és engedélyezte Early visszavonását.
A Rappahannock partján való konszolidáció után augusztus 25-én hajnalban tovább indult északra Jackson három hadosztálya. Ewell alakulata vezette a menetet, mint a hadtest legmegbízhatóbb és a legnagyobb menettempóra képes hadosztályparancsnoka. A cél az ellenséges hadsereg titokba való megkerülése és utánpótlási vonalának elvágása volt. Mivel a manőver titkossága miatt a hangoskodás be volt tiltva, a katonák az üdvrivalgást mímelve némán emelgették a sapkájukat és a kezüket Jackson felé, mikor az ellovagolt a menet mellett. Augusztus 26-án Trimble parancsnoksága alatt levő két ezred és Stuart lovassága megrohamozta a Manassas raktárat, Pope hadseregének fő ellátóbázisát. A két ezred két ütegnyi ágyút zsákmányolt a védőktől. Ewell Early dandárjával tartóztatta fel a szövetségesek előretörését Manassas felé Bristoe állomásnál, miközben Jackson teljes hadereje a raktárból zsákmányolt. Earlyék is megrakodták magukat a zsákmányolt javakból, majd felégették a maradékot.
A Jackson irányította hadseregszárny védelembe vonult az első manassasi csata és a depó színhelyétől északkeletre. A menet kavarodást okozott, mert az hadosztálytól elszakadt Trimble dandárnak Jackson nem küldött utasításokat, de Trimble feltételezte, hogy A. P. Hill mögött neki is indulnia kell. Augusztus 28-án a Groveton mellett elhaladó úton megtámadták a visszavonuló szövetségieket, hogy magukra irányítsák a figyelmet, s ezzel kezdetét vette a második manassasi csata. Az első napi ütközetben a konföderációs erők rátámadtak a Warrenton-Alexandria úton északkelet felé vonuló Rufus King hadosztályára (Burnside hadteste). A tényleges támadást John Gibbon újoncokból álló dandárja kapta és hősiesen állta a rohamokat. Gibbont hamarosan Abner Doubleday dandárja is megsegítette és sötétedésig hősiesen visszaverték a túlerejüket kamatoztatni nem tudó déliek támadásait. Az ütközetben Ewell szokás szerint a harc sűrűjében tartózkodott és egy ezred rohamát személyesen vezetve éppen féltérdre ereszkedve mérte fel a terepet, mikor egy golyó térden találta. A sebesült hadtestparancsnokot csak az ütközet után találták meg a grovetoni csatamezőn, mert éjszakára a szövetségiek visszahúzódtak. A sebész azonnal amputáció mellett döntött, melyet augusztus 29-én délután Sudley Fordban végrehajtottak. A hadosztály irányítását ideiglenesen a rangidős beosztott, Lawton vette át.

### Felépülés
A műtét után egy hétig Sudley Fordban maradt, majd rokona, Jess Ewell házába vitték lábadozni. Szeptember 17-én, az Antietami csata napján, melynek távoli zaját hallani vélte, szövetségi lovasok érkeztek a házhoz és Ewellt sietve Culpeperbe kellett szállítani. Innen vonaton Charlottesville-és Millborough Springsen keresztül Richmondba vitték, ahova november 17-én érkezett meg. Az East Main Street 306-ban lakott Francis Hancock katonai sebész házában. Külön szobát kapott Lizinka Brown, aki Alabamából jött, hogy Richardot ápolja. Az amputáció előtt rendkívül rossz állapotban levő Ewell gyorsan felgyógyult, decemberre már önállóan közlekedett. Karácsonykor azonban megcsúszott a mankóval a jégen és elesett, ami a sebgyógyulást két hónappal visszavetette. Richmondi napjai alatt ismét hívő kereszténnyé vált. A legnagyobb hatást a vallásos Jackson tette rá, illetve Moses Drury Hodge lelkész, akivel hosszas beszélgetéseket folytatott. Látványos változás állt be a szavaiban; míg korábban saját leírása szerint olyan élesen fejezte ki magát, hogy „meg tudott volna skalpolni egy apacsot a nyelvével”, most elhagyta az obszcén kifejezéseket. A változást az egész hadsereg észrevette. Ewellnek nagy lelki erejébe került az őt híressé tevő beszédmódjának gyökeres átalakítása. Tavaszra visszatért az ereje; februárban már kocsira ült és márciusban rövid kirándulásokat tudott tenni vele.
Továbbra is gyorsan kimerült, de falábon képes lett megülni a lovat. Úgy érezte két hónapon belül ismét katonai szolgálatba állhat és erre készülődve keresni kezdte a megfelelő pozíciót. Hadosztályát eddigre Early vette irányítása alá. Alkalom mutatkozott volna Johnston irányítása alatt a nyugati hadszíntérre kerülni, de Ewell az Észak-virginiai hadseregben akart szolgálni és Jacksonnak írt, akinek második hadtestébe kívánkozott vissza. D. H. Hillt Lee eltávolította a hadseregtől és Ewell az ő hadosztályának vezetését igényelte magának. 1863. május 1-jén azonban Jackson halálosnak bizonyuló sebesülést szenvedett a Chancellorsville-i csatában. Holttestét május 11-én Richmondba vitték a másnapi temetésre. Ewell egyike volt a koporsóvivőknek. Jackson halála miatt Lee átszervezte az Észak-virginiai hadsereget és két hadtestből a könnyebb manőverezés miatt hármat csinált. A második hadtest parancsnokának Ewell választotta. Az elnök jóváhagyta a kinevezést és május 23-án Samuel Cooper kihirdette Ewell és Ambrose Powell Hill altábornagyi kinevezését. Ewell neve Hillé előtt szerepelt a listán, így ő lett a hadtestparancsnokok szenioritási sorrendjében a második.
A hadseregbe való visszatérés előtt Ewell és Lizinka Campbell Brown összeházasodtak. A döntést már 1861 decemberében meghozták; Ewell hezitált és a háború végéig akarta halasztani a ceremóniát, azonban bátyja, Benjamin meggyőzte. 1862. május 25-én parancsot kapott, hogy menjen Fredricksburgbe és vegye át a parancsnokságot a hadteste fölött. Május 26-án Charles Menningrod tiszteletes összeadta a párt Richmond Szent Pál Episzkopális templomában, az elnök jelenlétében. A házasság pár problémát okozott: Lizinkának Tennessee-ben és Missouriban is voltak birtokai, melyek szövetségi megszállás alá estek, és a szövetségi kormányzat elkobozhatta volt a birtokokat, ezért ennek kivédésére Richard aláírt egy nyilatkozatot, mely szerint hivatalosan lemond róluk. Május 29-én Ewell Lizinka kíséretében megjelent Hamilton's Crossingban a főhadiszálláson és haladéktalanul hozzálátott hadteste igazgatásához. Majdnem minden tisztet a helyén hagyott és csak néhány sajátjával bővítette ki a keretet.
Ewell megváltozott cselekvési képességét és házasságát különbözőképpen ítélték meg a hadseregben. Randolph H. McKim törzstiszt azt írta: „29-én szombaton Ewell tábornok megérkezett a táborba új feleségével. Most tehát egy lábbal kevesebbje van a korábbinál. Katonai szemszögből nézve az új feleség nem éri föl a láb elvesztését. Mint mindannyian megállapítottuk, már nem ugyanaz az ember, mint egészséges noha magányos egykori önmaga.”. Mások szerint a sebesülés nem hatott ki a képességeire. John Gordon négy évtizeddel később úgy méltatta: „Ewell egy lábbal is képes a csatatéren úgy galoppozni, mint cowboyok a prérin, miközben olyan elméje volt, mely a csata forgatagában is olyan pontosan és sebesen működött, mint egy Gatling géppuska.”

### Gettysburgi hadjáratban
Június 1-jén Ewellt hivatalosan is kinevezték hadtestparancsnoknak és ugyanazon nap Lee tábornagy bemutatta neki a Pennsylvaniai hadjárat, avagy más néven a Gettysburgi hadjárat tervét. Ewell három hadosztály fölött diszponált. Jubal Early hadosztályát Harry T. Hays, William Smith, Robert F. Hoke, és John B. Gordon gyalogdandárja, valamint Hilary P. Jones tüzérdandárja és Elijah V. White lovassági zászlóalja alkotta. Edward Johnson hadosztályának négy gyalogdandárját George H. Steuart, James A. Walker, Jesse M. Williams and John M. Jones vezették, a tüzérdandárt pedig Richard S. Andrews. Robert E. Rodes hadosztályát öt gyalogdandár és egy tüzérzászlóalj alkotta. Ezeket Junius Daniel, George P. Doles, Alfred Iverson Jr., Stephen D. Ramseur és Edward A. O'Neill és Thomas H. Carter vezette. A hadosztály tüzértartalékát J. Thompson Brown irányította. Ewell hadtestének az előőrs szerepét szánta a parancsnok, a marylandi Culpeper és a Shenandoah-völgyön keresztül vezetett az útja. Június 2-án megkapta az írásos utasításait és június 4-én a hadtest elindult Culpeper felé. Eközben Ewell átkelt a chancellorsville-i csatatéren, ahol Jedediah Hotchkiss, Jackson főtérképésze kalauzolta a csatatér látnivalói között. Ewell meg volt lepve, hogy a szövetségi csapatok elhagytak egy ilyen erős pozíciót.

#### A második winchesteri ütközet
Június 7-én a csapatok elérték Culpepert. Parancsnoksága első napjaiban Sandie Pendleton, a Jacksontól örökölt törzstiszt Ewell a személyi kényelem iránti teljes közönyében Jackson tükörképét látta felvillanni. Június 9-én a szövetségi lovasság meglepetésszerű támadást indított Brandy Stationnél a konföderációs lovasság ellen, melyet Stewart csak nehézségekkel tudott megállítani. Lee parancsot adott, hogy Ewell nyújtson támogatást Stewartnak, ha szükségesnek mutatkozik, de nem mutatkozott ilyen szükség. Június 10-én a hadtest két oszlopban benyomult a Shenandoah-völgybe és ezzel Winchester helyőrségét fenyegette. Ewell terve szerint Edward Johnson és Early intézett támadást Milroy winchesteri helyőrsége ellen, míg Rodes és a hadtesthez beosztott lovasság Albert G. Jenkins vezetésétel elvágja a helyőrség visszavonulási útját. Június 13-án Early hadosztálya megközelítette Winchestert, és Gordon dandárja visszanyomta az előőrsöt a városba. Ewell a támadást az életében látott legjobban kivitelezett manővernek nevezte. A következő éjjel Early meglepetésszerű támadással elfoglalta Milroy állásait és csapatai legnagyobb részét fogságba ejtette.
Konföderációs győzelem ritkán volt ennyire döntő és teljes, írta Donald Pfanz történész. Ewell azzal a kiáltvánnyal fordult a hadsereghez, hogy adjanak hálát Istennek a jó szerencséért és észrevehető volt, hogy amint Jackson meghalt, Ewell Istent kezdte emlegetni a jelentéseiben. A városban zsákmányolt élelmiszer a katonaságnak jutott. „Ewell altábornagy minden ehető dolgot szétosztott a katonák között”, írta később egy közlegény, „ami nem volt túl sok, de a katonák értékelték a mögötte megbúvó szándékot.” A második winchesteri ütközet volt Ewell katonai pályafutásának csúcsa. Gyorsan és tévedhetetlenül cselekedett és módszerei sokakban Jacksont idézték fel. „Ewell méltán lépett Jackson helyébe, hogy betöltse Jackson szerepét Jackson földjén”, írta William Blackford a Milroy fölött aratott győzelemre utalva, melyet Jackson előző évi győzelmeinek helyén ért el. A winchesteri győzelemmel Ewell elnyerte hadtestének bizalmát, de egyben olyan magasra emelte az elvárásokat magával szemben, hogy az később egyenes úton vezetett személyisége újraértékeléséhez és kiábrándult kritikához. Ebben az értelemben tehát Winchester volt Ewell legnagyobb bukása is.

#### Pennsylvaniában

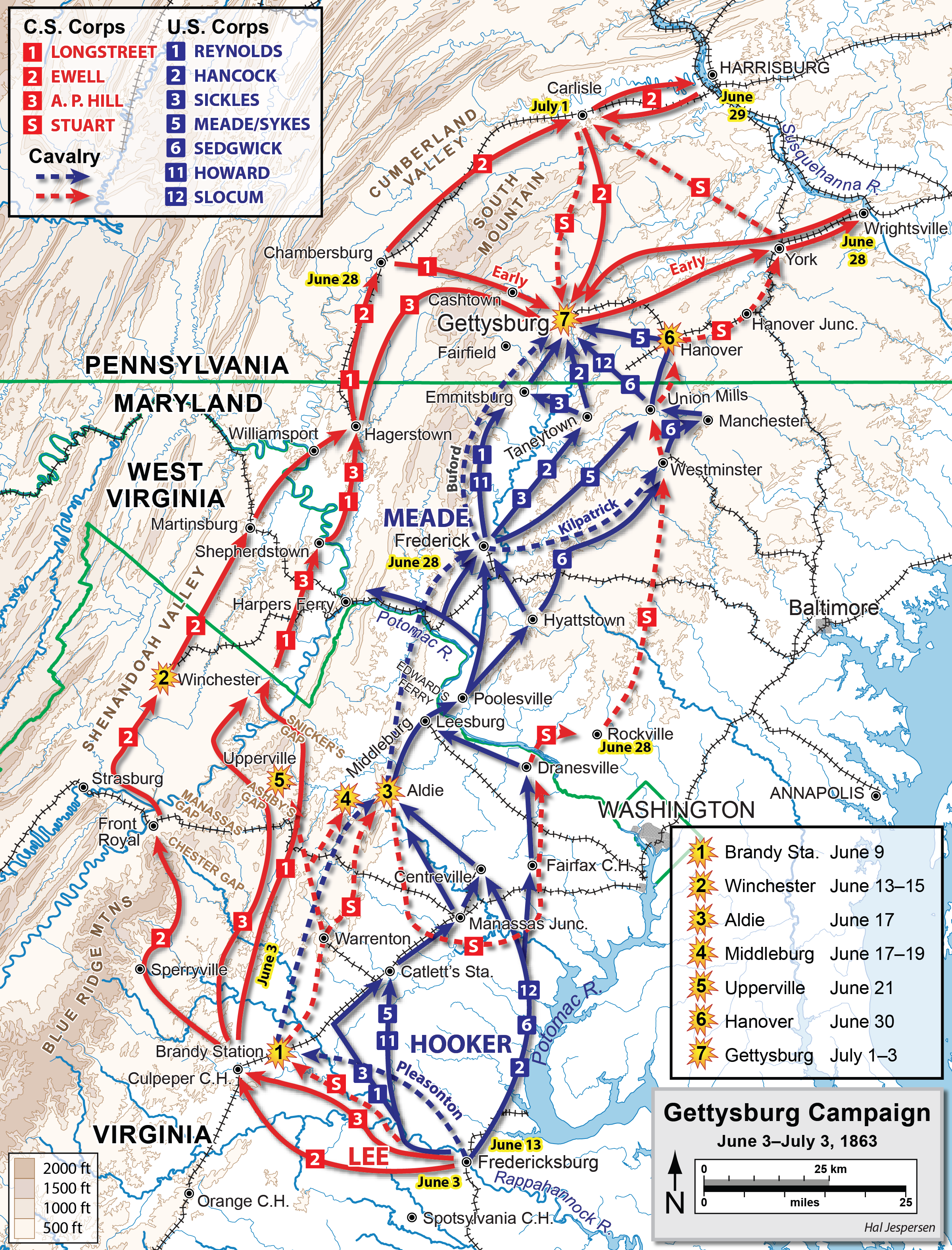
A Gettysburgi hadjárat térképe.

Június 18-án Ewell és Robert E. Rodes vezérőrnagy Williamsportban találkoztak és Ewell utasítására a hadosztály elindult Hagerstown felé. Johnson hadosztályát Sharpsburg felé küldte, mely Harper's Ferryt fenyegette volna. Június 21-én Hill and Longstreet hadteste elég közel ért és Lee utasította, hogy Ewell három oszlopba észak felé induljon, miközben Imboden és Stuart lovassága fedezze a szárnyait. Június 22-én a hadtest mozgásba lendült, Ewell pedig Sharpsburgbe ment aznap, feltehetően azért, hogy lássa az antietami csatateret. Innen Hagerstown érintésével átlépte Pennsylvania állam határát és Middleburg be ért. "Akárhányszor belépek egy elfoglalt város kapuján, az mindig Mexikóra emlékeztet," írta Ewell feleségének. „Az emberek olyan savanyúan néznek ránk, mint az ecet és nincs kétségem, hogy boldogan a másvilágra küldenének, ha tudnának. Nem tudom, hogy elérjük-e Yorkot, de akárhogyan is, elég közel leszünk hozzá. A kedvedért engedékeny leszek a pereputtyoddal, valószínűleg nem fogunk mást elvenni, mint pár kanalat és villát, meg ilyesmiket, de semmi házfelégetés és hasonlók.” Június 24-én kettéosztotta csapatait: Rodes Harrisburg felé indult, míg Early északkelet felé átkelt a South Mountain bércein. Ugyanezen napon délelőtt megérkezett Chambersburg városába és berendezte főhadiszállását a Franklin Hotelben.
Június 26-án elfoglalta Carlisle városát és 27-én ugyanabban az épületben rendezte be itt a főhadiszállását, mint dragonyoshadnagyként lakott. Mikor egy csapat lelkipásztor felkereste, hogy engedélyt kérjen a misén Lincoln elnök lelki üdvéért imádkozni, régi önmagára emlékeztető hetyke modorban azt felelte: „Csinálják nyugodtan. Nemigen van nagyobb szüksége senkinek most az imáikra.” Június 29-e reggelén Ewell már kiadta Rodesnak a parancsot hogy nyomuljon Harrisburg felé, mikor Lee-től utasítás érkezett, hogy az ellenség átkelt a Potomac-folyón és Ewellnek sürgősen csatlakoznia kell a hadsereg többi hadtestéhez, hogy felvegyék a harcot. Június 30-án Ewell délnek fordította a hadtest három hadosztályát: Johnsont Cashtownhoz rendelte, Earlyt és Rodest pedig Heidlersburgbe, ahova személyesen indult találkozni velük. Este megmutatta nekik Lee parancsait, melyek úgy rendelkeztek, hogy a körülményektől függően menjen vagy Gettysburgbe vagy Cashtownba. Ewellt váratlanul érte a parancs, hiszen Jacksontól szigorúan betű szerint követendő utasításokat kapott és fogalma sem volt róla, hogy „a körülményektől függően” kitétel vajon milyen elvárást támaszt vele szemben. Ewell tanácstalanságban dühöngeni kezdett és azt kérdezgette, hogy: „Miért nem tud a hadseregparancsnok egy olyan embert keríteni, aki képes épelméjű parancsokat írni?”. Reggelre Cashtown felé indultak el, de délelőtt tíz órakor A. P. Hill üzenetet küldött, hogy Gettysburg felé nyomul előre. Ewell ekkor módosított a parancson és Rodes hadosztályát a middletowni úton, Earlyét pedig a harrisburgi úton indította Gettysburg felé.

#### A gettysburgi csata első napja

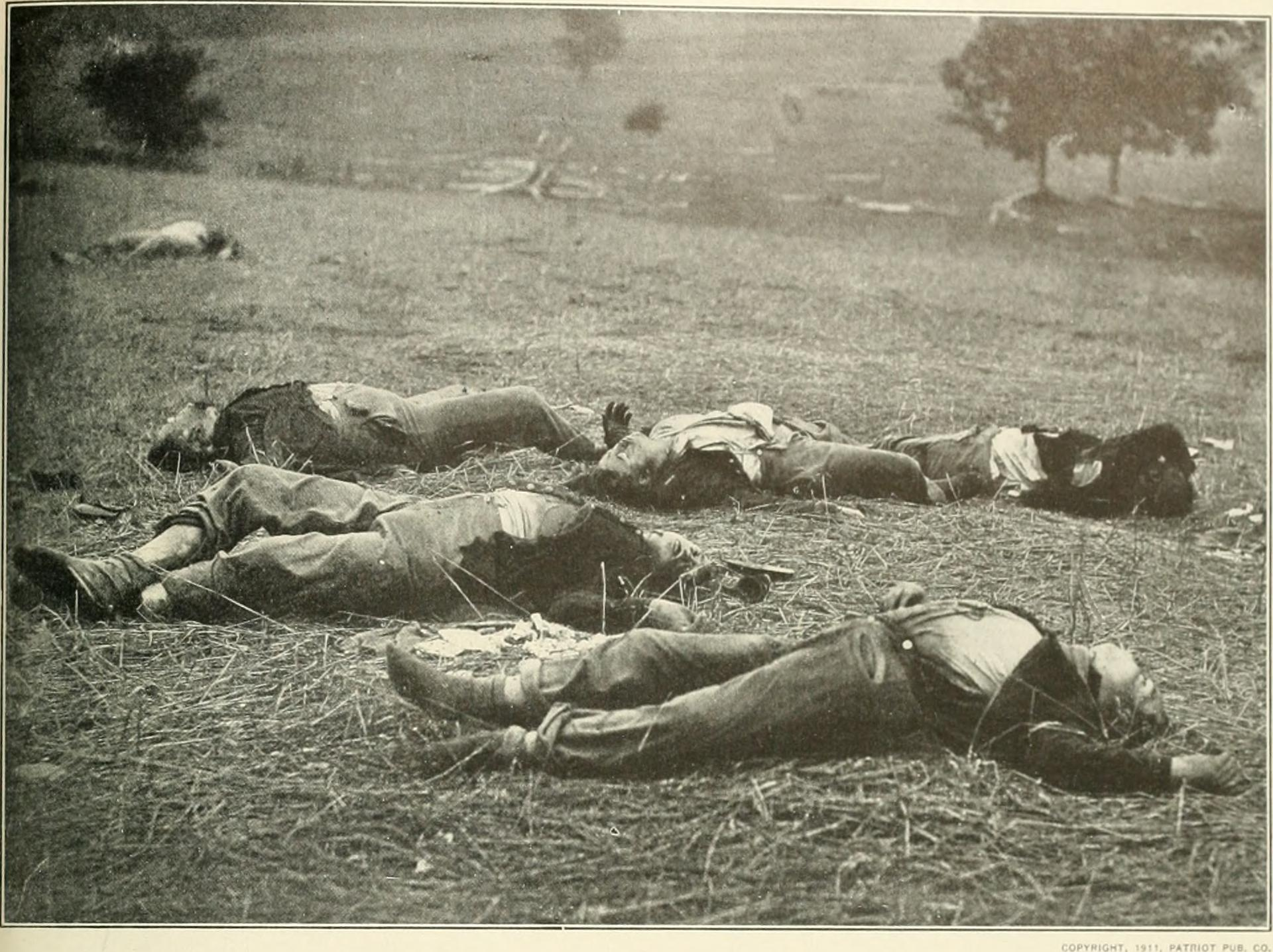
Halott szövetségi katonák a gettysburgi csata első napján a Seminary Ridge-en.

Kora délután a Rodes hadosztálya előtt lovagló Ewell elérte az Oak Hill (Tölgy-domb) magaslatát, mely közvetlenül a szövetségi hadsereg I. hadtestének szárnyára nézett. A következő, XI. hadosztály ekkor még felvonulóban volt a település felé. Ewell az Oak Hillen kapta meg Lee következő parancsát, mely szerint ne vállaljon ütközetet, amennyiben az ellenség jelentős létszámú. De ekkor már a konföderációs harmadik hadtest katonái harcban álltak. „Túl késő volt, a visszavonulás egyben az elfoglalt állások feladását is jelentette volna, ezért a támadás mellett döntöttem”, emlékezett vissza később. Rodes hadosztálya azonban egyidőben sorakozott vonalba a XI. szövetségi hadtest megérkezésével, amely az I. mellé települt. Rodes első rohamát a hevenyészett módon felsorakozó dandárok számára kiadott kusza utasítások kaotikus kivitelezése miatt a XI. hadtest jelentékeny veszteségeket okozva visszaverte. De nagyjából 15:30-kor Early hadosztálya is megjelent és pontosan az ellenség szárnya felől közeledett. Early támadásához az egész harcvonal csatlakozott, így a két szövetségi hadtest megfutott. Ewell körülbelül 5000 foglyot ejtett és három ágyút zsákmányolt. Nagyjából ekkor, Carter ütege mellett Ewell lovát srapneltalálat érte a fején és rázuhant a lovasára. A kimúlt ló alól a törzs tagjai kihúzták az altábornagyot, aki nem szenvedett fizikai sebesülést.
A Gettysburgtől északra eső mezőn Ewell meghallgatta John B. Gordon jelentését, miszerint az ellenség dél felé vonul vissza a Cemetery Hill (Temető-domb) irányába és szükséges lenne a megszilárduló ellenállást azonnal felszámolni. Arról szintén tudomást szereztek, hogy Edward Johnson hadosztálya közeleg, így Gordon azt javasolta, hogy Johnson segítségével be tudja venni a dombot még sötétedés előtt. Ewell azonban hallgatott; furcsán levertnek és csendesnek találták. Lee kifejezetten óvta tőle, hogy csatába bocsátkozzon, utasításait máris megszegte és nem akarta újra megszegni. Passzivitása kellemetlen meglepetés volt a törzstisztek számára. Rodes és Early csapatai Gettysburg városán át üldözték a menekülő szövetségi katonákat, ám az utcákon egymásra tömörültek és szét kellett választani őket. Ewell találkozott Walter Taylor őrnaggyal, Lee törzstisztjével, aki tájékoztatta, hogy Lee már a csatatéren tartózkodik és szeretné, ha megtámadnák a Cemetery Hillt, ha lehetséges. Ewell utasítást adott, hogy Rodes és Early keresse fel konzultáció céljából.

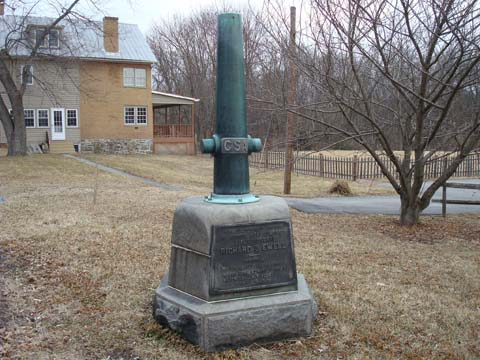
Ewell szállását jelző emléktábla Gettysburg városában.

Ewell tanácskozásán riasztó hír érkezett William „Extra Billy” Smith dandárjától, miszerint szövetségi katonaság közeledik a York út felé, nagyjából a Benner's Hill irányából. Early nem adott hitelt alárendeltjének, de Ewell úgy vélte, nem engedhetik meg maguknak, hogy ne vizsgálják ki, ezért Gordon dandárját a fenyegetés irányába fordította. Rodes azt jelentette, hogy három harcképes dandárja maradt, kettő túl nagy veszteségeket szenvedett ahhoz, hogy ismét harcba küldjék. Ennek ellenére szükségesnek látták a támadást, Rodes tehát felsorakoztatta csapatait és Early dandárjai felét szövetségi katonák felvonulása ellen irányította. A XII. szövetségi hadtestből Alpheus Williams hadosztálya valóban Gettysburgtől keletre nyomult észak felé a Benner's Hill takarásában, mert a menet megkezdésekor még azzal az információval rendelkezett, hogy az I. és XI. hadtest a várostól északra harcban áll és egy-egy hadosztálynyi segítséget kér a jobb- és balszárnyára. A két hadtest megfutása után azonban a Benner's Hilltől északra való felsorakozás értelmetlenné vált. A 35. virginiai lovaszászlóalj felderítői szövetségi katonák tömegét látták és jelentették Ewellnek. Williams elérte a Hanover utat, majd az új utasításnak megfelelően visszahúzódott. A Hanover út és a York út még Gettysburg akkori határán kívül egymásba torkollt. Smith és Gordon dandárja ebben a pozícióban maradt másnapig. Ewell Campbell Brown hadsegédet A. P. Hill hadtestéhez küldte megkérdezni, hogy milyen egységekkel fogják segíteni a támadást. Hill Longstreettel és Lee-vel tanácskozott és utóbbitól az a választ kapták, hogy a jobbszárny sajnálatos módon semmilyen egységet nem tud támadásba küldeni a Cemetery Hill ellen, mindössze tüzérséggel fogják támogatni a rohamot.
Ewell felderítésre indult és Early szerint aggasztotta az uniós tüzérség ereje, a rendelkezésére álló saját erő elégtelensége és az Early csapataiból túl sok embert lekötő foglyok őrzése. Saját tüzérsége egyelőre nem tudott állásokat találni a Cemetery Hill bombázásához. Lee hamarosan Ewell szállására látogatott és az altábornagy ismertette előtte a második hadtest helyzetét. Az aznapi támadás ötletét már azelőtt elvetették, hogy Early a csapatainál tett kitérője után odaért a megbeszélésre. Lee azt tudakolta, hogy vajon másnap reggelre készen állnak-e a támadásra, de a második hadtest tábornokai nem látták ennek lehetőségét; a sikert kétségesnek, a veszteségeket nagynak találták. Lee láthatóan csalódottan kijelentette, hogy ez esetben a hadtestnek át kéne csoportosulnia a Seminary Ridge jobb szélére, hogy megelőzzék a hosszú arcvonalon egy szövetséges támadás áttörését. Ennek esélyét a Ewell tábornoki kara tagadta. A passzív védelembe való átmenés taktikája nem nyerte meg Lee rokonszenvét. Másnapra Lee csak egy demonstrációt rendelt el, melyet valódi támadássá kell fejleszteni, amennyiben lehetőség mutatkozik rá, mialatt a hadsereg jobbszárnyán Longstreet támad.
Ewell felderítői Lee távozása után érkeztek vissza és jelentették, hogy a Culp's Hill (Culp-domb) őrizetlen. Johnson hadosztályának egyes elemei már érkezőben voltak. Ugyanakkor Lee-től egy feljegyzés érkezett, mely szerint a helyzet újraelemzése után a jobbszárnyon jók a kilátások egy támadásra, ezért amennyiben a második hadtest nem lát maga előtt megvalósítható célt, vonuljon át a hadsereg jobb oldalára. Ewell Lee főhadiszállására lovagolt egy új tervet kovácsolva. Ha Johnson hadosztálya elfoglalja a Culp's Hillt, akkor a Cemetery Hillhez vezető útvonalak konföderációs tűz alatt tarthatóak, a szövetségi haderő nem kap erősítéseket és vissza kell vonulnia. Megszerezte Lee hozzájárulását a Culp's Hill elleni támadáshoz, így a második hadtest a helyén maradhatott. Mikor éjfél után Ewell visszatért saját szállására, és kiadta a támadásra a parancsot, Johnson azt jelentette, hogy vonalba fejlődött és megindult, de a felderítői jelentése szerint a Culp's Hillen nyilvánvalóan nagyszámú szövetségi csapatok voltak és vonakodott éjszakai támadást indítani. Johnson felderítőcsapata viszont elfogta az V. hadtest futárát, akit a XII. hadtesthez küldtek azzal az üzenettel, hogy Gettysburgtől 4 mérföldre keletre éjszakáznak és hajnali négy órakor tovább indulnak a csata helyszíne felé. Ez további fenyegetést jelentett a konföderációs hadtest bal szárnya irányából.

#### A gettysburgi csata második napja

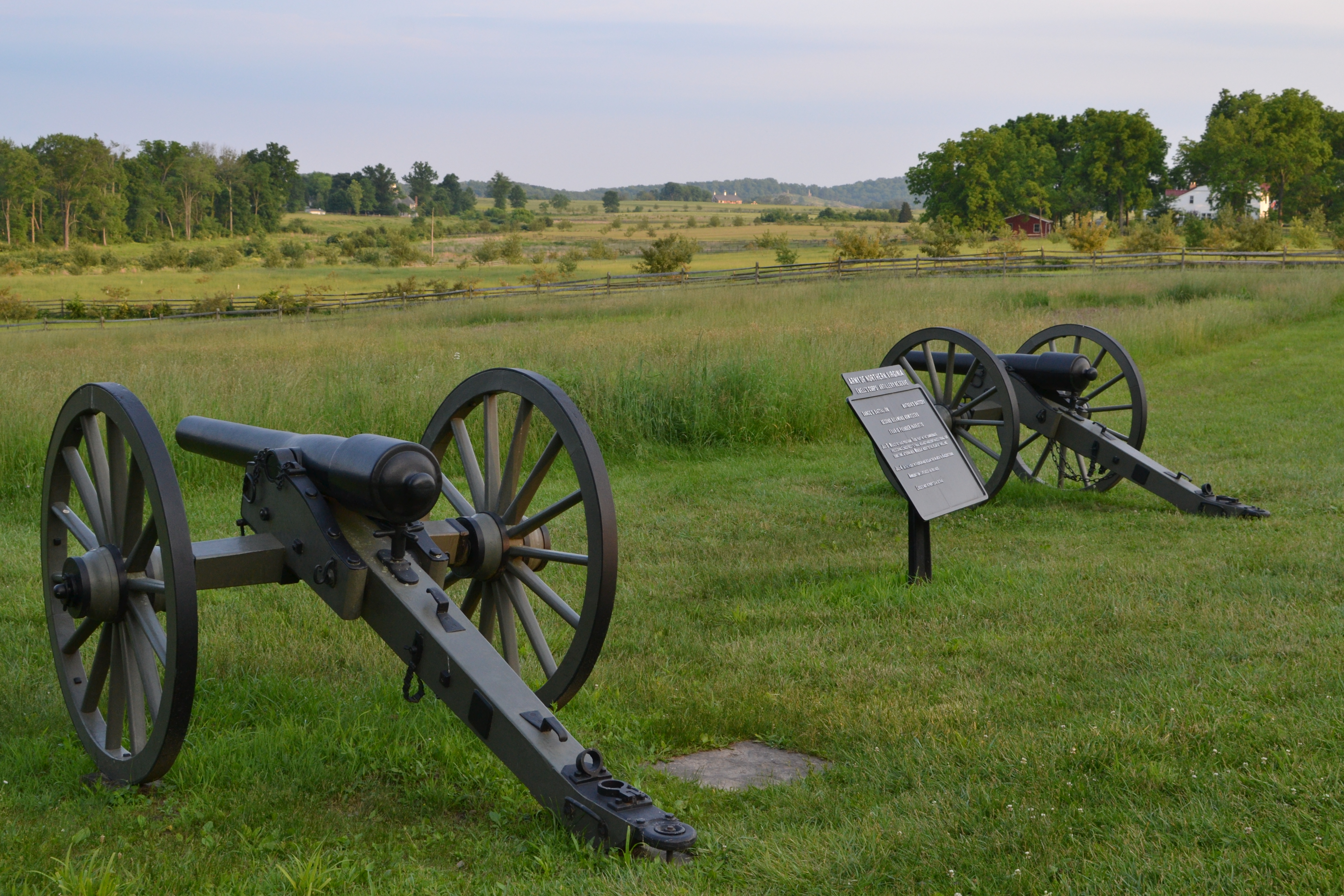
Ewell hadtestének tüzérségi tartalékának állása, Dance százados zászlóalja, Watson százados ütege.

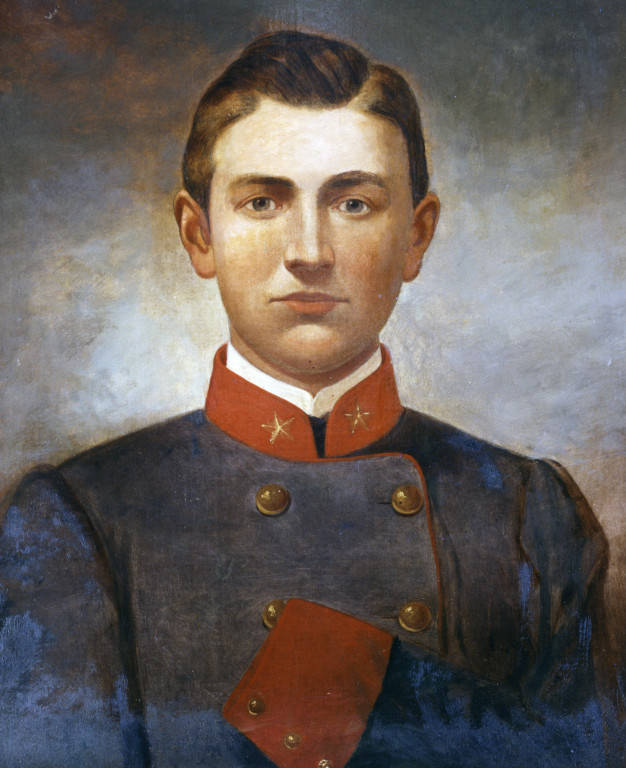
Joseph W. Latimer őrnagy. Pár nappal huszadik születésnapja előtt halt bele amputációjába. A gyerekes külső mögött példamutató bátorságú és harcosságú katona rejtőzött. Ewell, aki Kis Napóleonnak hívta, nem véletlenül választotta őt a hadtest támadásának fedezésére, mert a Latimer irányította tűz hihetetlenül pontos volt.

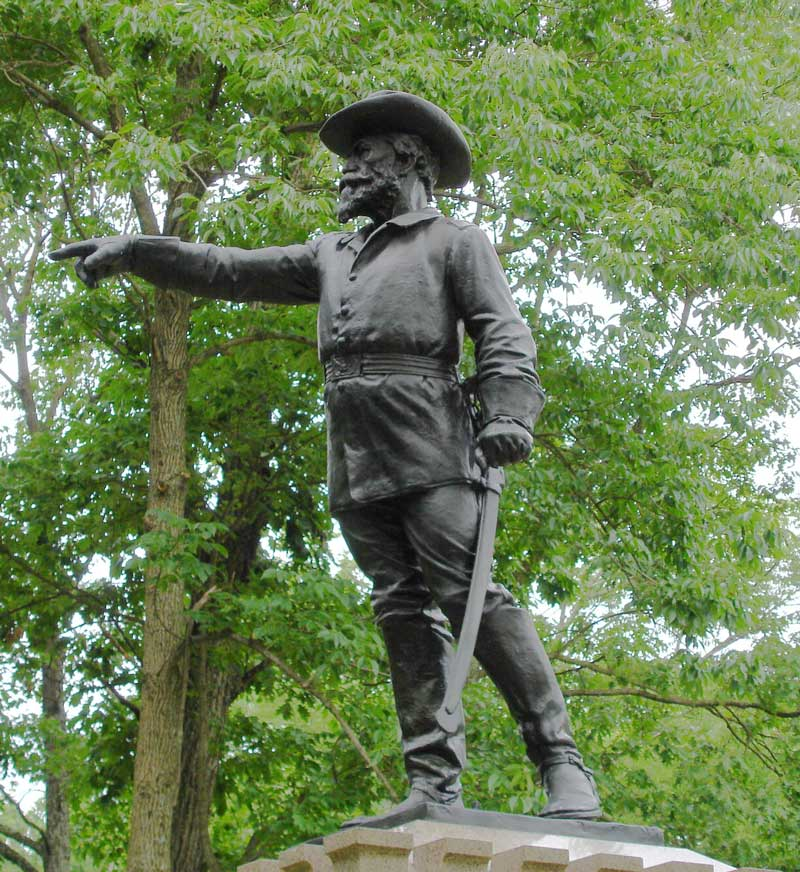
George S. Greene tábornok szobra Gettysburgben.

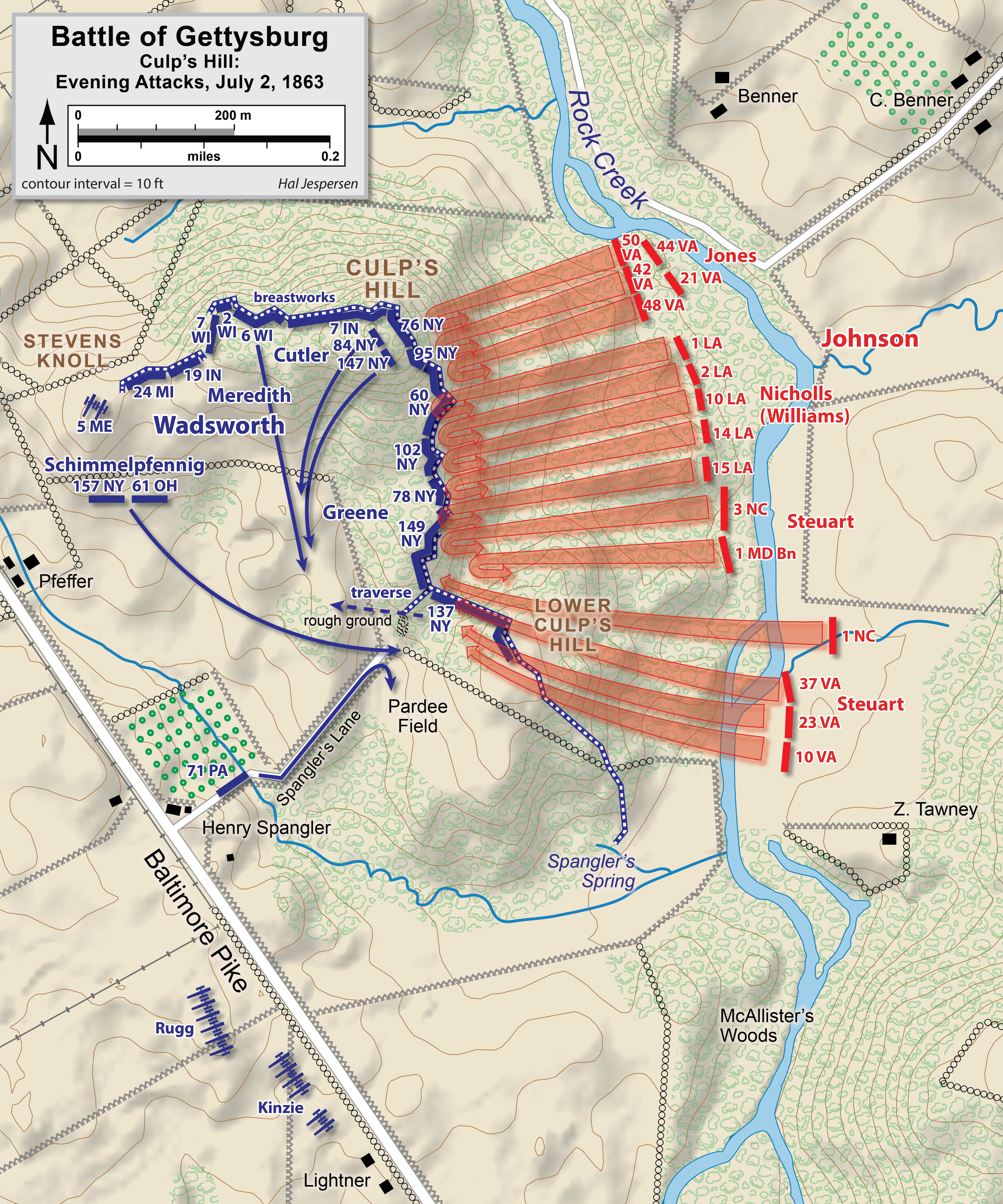
Johnson támadása a Culp's Hill ellen. Az alacsonyabbik dombra két ezred feljut és elfoglalja a szövetségi állásokat.

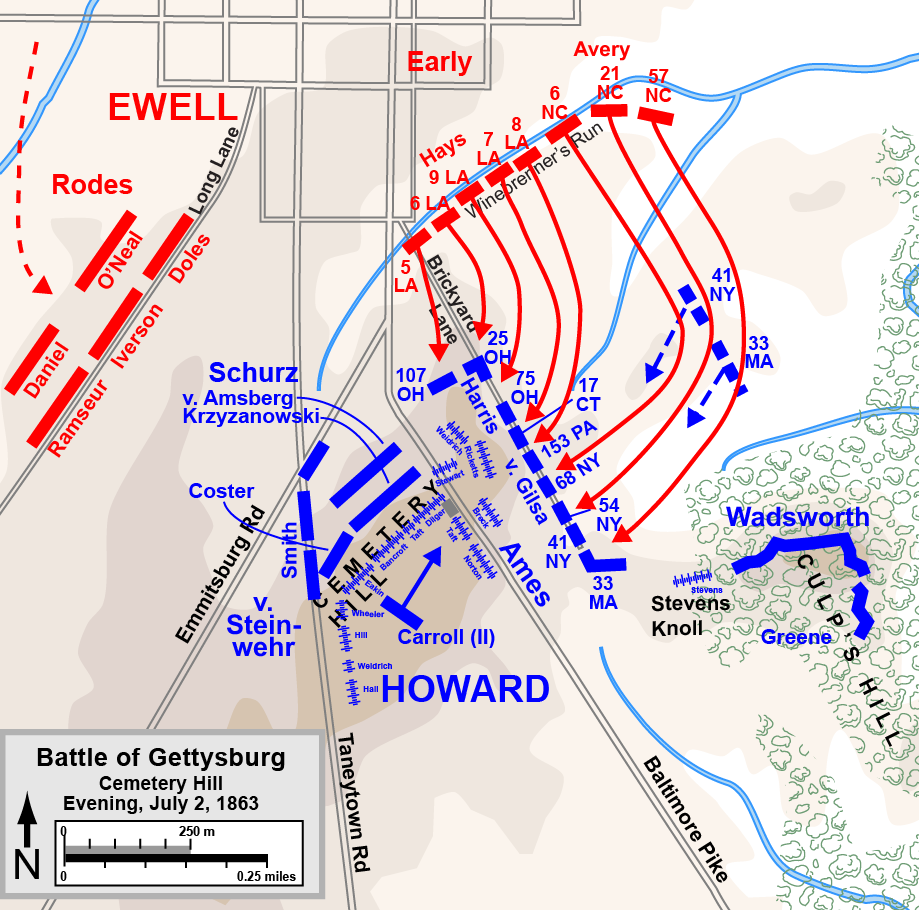
Early támadása a Cemetery Hill ellen.

Ewell hadteste nem merészelte egymaga megtámadni a Culp's Hillt, ezért egyelőre arra várt, hogy a hadsereg jobb szárnyán meginduló általános támadást fogja támogatni. Reggeli öt órakor először a szövetségi XII. hadtest egyik hadosztálya a Hanover út környékén, majd hat órakor a most érkezett V. hadtest két hadosztálya bocsátkozott csatározásba a Brinkerhoff's Ridge-en (Brinkerhoff-gerinc). Ezek a hadosztályok reggel 8 óra felé utasítást kaptak Henry W. Slocumtól, hogy hagyják el a Hanover út vonalát és vonuljanak a Culp's Hillre. Egyetlen ezredet hagytak hátra a harcot folytatni, mögötte azonban a szövetségi lovasság gyülekezett..
Reggel Lee Ewell szállására ment a csata menetét megbeszélni. Nem tudjuk milyen utasításokat adott, de Lee vélhetőleg személyesen akart jelen lenni Ewell mellett, mikor a harc kitör. Többször megjegyezte, hogy tegnap ugyan nem tudott támadni, de ma az ellenség kedvező helyzetben van. Lee türelmetlenül várta Longstreet ágyúinak hangját, de a harc nem kezdődött el, ezért visszatért a főhadiszállásra. Longstreet támogatni szándékozott támadása váratott magára, és a csapatok között a szóbeszéd terjedt, hogy délután 4 órára halasztották. Ewell megnézte az ágyúállásokat Johnson csapatai mögött, melyek a Hanover úttól északra álltak vonalba fejlődve.
J. Thompson Brown ezredes, a második hadtest tüzérségi parancsnoka mindössze két zászlóaljat tudott olyan állásba helyezni, ahonnan a Cemetery Hill és a Culp's Hill szövetségi ágyúi bombázhatóak. Willis J. Dance százados zászlóalját Seminary Ridge-re (Szeminárium-gerinc) zsúfolta A. P. Hill 41 ágyúja mellé. A Benner's Hill (Benner-domb) déli részére a Johnson hadosztálya mellé beosztott tüzérségi zászlóalj települt, melynek parancsnoka a mindössze 19 éves, Lurkó őrnagynak hívott Joseph W. Latimer volt. Ewell legkiválóbb tüzéreként ő kapta a feladatot, hogy a Culp's Hill és a Cemetery Hill szövetségi ágyúállásait elhallgattassa, mialatt a gyalogság elterelő támadást intéz. Latimer üzent Johnsonnnak, hogy a Benner's Hill teteje olyan nyitott, hogy mihelyt lőni kezd, azonnal szövetségi tüzet fog magára vonzani és nincsen fedezéke. Tehát csak akkor kezdheti, mikor a gyalogság már úton van, különben a saját ágyúit kilövik, mielőtt a gyalogság rohamot színlelne. Mikor Longstreet tüzérsége lőni kezdett, Ewellé csatlakozott hozzá, és a benner's hilli ágyúk 1147 lövést leadva másfél órás pergőtüzet zúdítottak a szövetségi ágyúkra. Kilencven perccel a kezdés után Latimer visszavonta csapatait a küzdelemből, mert a szövetségi ágyúk konvergáló tüzében óriási veszteségeket szenvedett. Latimer maga is karsebet kapott, de a feladatát teljesítette, mert az uniós ágyúk az összecsapás után hűtésre és tisztításra szorultak, az elhasznált lőszert pótolni kellett és három üteget lecseréltek a tartalékban levőkre, így a konföderációs gyalogságot lényegében nem támadták.
Longstreet támadására a kézifegyverek hangjából kellett következtetni, de ebből semmit nem hallottak. A
Ewell este 7 tájban adott parancsot Johnsonnak a támadásra, mely egy órával naplemente előtt indult. Három dandár rohanta meg a Culp's Hill keleti oldalát, melyről az ellenség egy dandár híján minden erejét kivonta, mert Longstreet támadását küldte megállítani. A támadás mégsem tudott semmilyen eredményt elérni, mert a szövetségi csapatokat George S. Greene dandártábornok feljebbvalója tanácsa ellenére mélyen beásatta. Egyedül Steuart dandártábornok két ezrede ért fel a Culp's Hill alacsonyabb dombjára, az elhagyott szövetségi állásokba. Kiverték erődszerű állásából a 137. New York-i ezredet, mely egy keresztirányú sánc mögé menekült, majd ellentámadást kaptak a szomszédos hadosztályból, James S. Wadsworth vezérőrnagy által küldött 6. wisconsini és a 84. New York-i ezredtől. A támadás leállt a vaksötétben. Az éjszaka folyamán szövetségi csapatok érkeztek a magasabbik domb felől, ahonnét Oliver O. Howard vezérőrnagy küldött segítséget, míg a XII. hadtest eltévedésekkel tarkított és jórészt felesleges túra után hajnalban visszaérkezett állásaihoz.
Az ágyúzás közben Ewell parancsot küldött Earlynek, hogy amint Johnson támad, maga is támadással segítse. Early támadása a Cemetery Hill ellen teljes meglepetéssel járt. A roham a XI. hadtest első hadosztályát érte, amely előző nap már súlyos veszteségeket szenvedett. A katonák némelyike 14 méteres közöket tapasztalt az uniós védelemben, így voltak akik egyszerűen keresztülsétáltak rajta. Early két dandárt küldött támadásba, Harry T. Hays és Isaac E. Avery dandárját. A támadás sikeresen felért a dombtetőre, több ágyúállást, Ricketts és Wiedrich ütegeit megpróbálta elfoglalni és az uniósok ellen fordítani a csöveket. Az elvágni igyekezett Baltimore Pike útjától mindössze negyven méterre voltak a katonák. Az ágyúk körül a menekülő szövetségi katonák újra felsorakoztak és a tüzérekkel kiegészülve visszaverték a fogyatkozó támadókat. A két déli dandár maradéka először visszavonult az ágyúktól a vaksötétben és várta az erősítést.
Early úgy gondolta, hogy a támadóknak esélye sincs, aki felment azt lelövik, mert jobbra tekintve azt látta, hogy Rodes hadosztálya csak annyit tett, hogy a város házainak fedezékéből kivonult a Long Lane útvonalára és csatározott, de a dombot nem merte megrohamozni. Rodes utasítása úgy szólt, hogy ha kiaknázhatóan jó alkalmat lát, akkor segítse a támadókat. Rodes hadosztályát vezető Stephen D. Ramseur dandártábornok előtt azonban olyan erősségű falak és ágyúállások emelkedtek, hogy azt megtámadni biztos pusztulásnak tűnt. Emellett nem láttak a jobbszárnyukon Pender hadosztályától támogatást. Ewell elküldött hozzájuk egy stábtisztet, aki azzal tért vissza, hogy Pender a délután folyamán megsebesült. James H. Lane dandártábornok vette át a hadosztályt, akitől Ewell segítséget kért Rodes számára. Lane nem kapott A. P. Hilltől parancsot, de saját elhatározásából kész volt segítséget nyújtani. Ekkorra azonban már éjszaka lett és Pender hadosztálya nem ment Rodes segítségére. Early számítása szerint egymagának nem volt elég ereje a Cemetery Hill elfoglalására, így Gordon dandárját nem küldte támadásba. A Rodes által nem fenyegetett I. hadtest ellenben két ezredet, a II. hadtest három ezrednyi segítséget küldött, melyek megszilárdították a védelmet. Avery elesett a rohamban, Hays pedig a vaksötétben közeledő uniósokba több sortüzet vezényelt, majd a 2100 főt számláló támadókat visszavonta a dombtetőről. A két dandár kb. 600 embert veszített a rohamban.

#### A gettysburgi csata harmadik napja és a visszavonulás

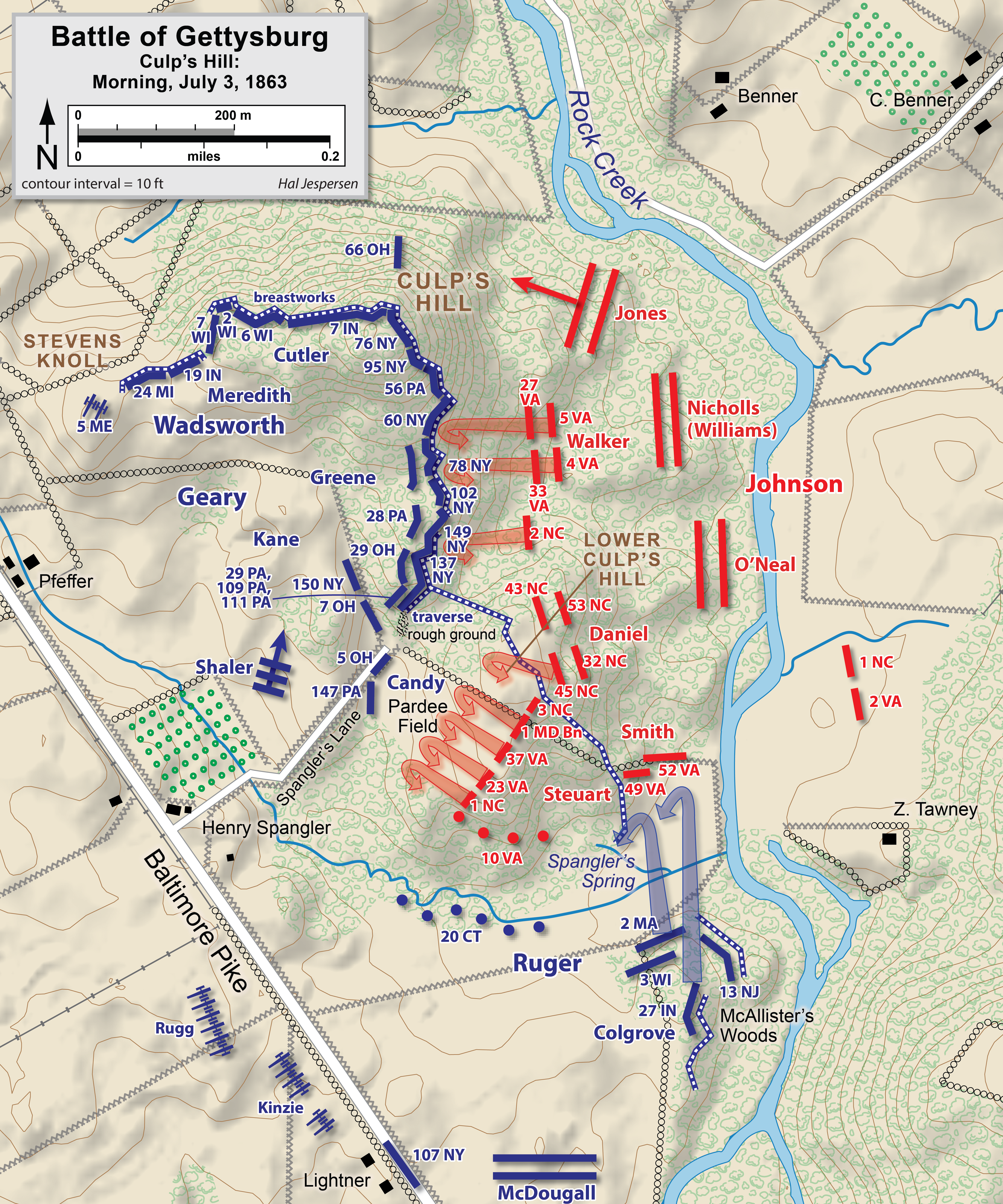
1863. július 3-a reggele, Johnson vezérőrnagy harmadik támadása, amit valószínűleg Ewell direkt kérésére szervezett.

Az elért eredmények adtak némi lehetőséget az elmélyítésre. Ewell az éjszaka folyamán még négy dandárt vezényelt Johnson parancsnoksága alá, Danielét és O'Nealét Rodes-tól, Extra Billy Smithét Earlytől és a Stonewall dandárt, mely amúgy is Johnsonhoz tartozott. Július 3-án hajnali 4:30-kor az északi tüzérség lőni kezdte Johnson dandárait, és megszakításokkal hat órán keresztül lőtt. Ewell tudomása szerint hajnalban a második és az első hadtest egyszerre támadni kezdett volna. Hogy Longstreetnek nincsen mivel támadnia, azt Ewell egy órával azután tudta meg, hogy Johnson nyolc dandárját támadásba vezényelte. Johnson három elszánt támadást indított az erődszerű Geary állások bevételéért, melyből a harmadikat az irányító dandárparancsnokok már nagyon nem helyeselték. Valószínűleg ezt a támadást Johnson Ewell kérésére indította és a dandárparancsnokoknak azt mondta, hogy feltétlenül szükséges, hogy megpróbálják. A teljesen leharcolt csapatok egyáltalán nem voltak már abban az állapotban, sem mennyiségileg, sem fizikálisan, hogy támadni tudjanak. A harmadik roham véres sortüzekbe fúlt, s a támadóhullámból visszamaradt katonákból többszázan megadták magukat. Johnson visszavonta a dandárok roncsait, és csatározókat küldött a fedezésére. Ezután a kezdeményezés átment az északiak kezébe és a XII. hadtest rendkívül óvatos ellentámadásra készülve manőverezett.
Július 3-án délben Ewellt meglőtték a Whitworth mesterlövész puskákkal felszerelt szövetségi lövészek, mikor mérnökével együtt Hays állásaitól a Winebrenner-ér felé lovagolt. Hays emberei figyelmeztették a veszélyre, de Ewell nem hitt nekik, mert az ellenséget 1400 méter távolságaban gondolta. A valóságban 900 méternél is közelebb voltak és húsz métert alig tettek meg, mikor lelőtték. Gordon kérdésére, hogy megsebesült-e, azt válaszolta: „Nem. Ha magát eltalálják, el kell szállítanunk a helyszínről. Látja mennyivel alkalmasabb vagyok a harcra? Nekem egy cseppet sem fáj, ha falábon lőnek.”
Lee utasítást adott, hogy Ewell vonja vissza a hadtestet a Seminary Ridge-re és álljon készen egy támadás visszaverésére. A szövetségi ellentámadás nem materializálódott és július 4-én este a hadtest utolsóként elkezdte a visszavonulást. A visszavonuláskor Ewell nem volt jó hangulatban. John Alexander Harmon szállásmestere orra előtt meglengette a mutatóujját és nagy nyomatékkal azt mondta: „Vigye át azokat a szekereket a folyón, vagy nem akarom látni a képét még egyszer ebben a hadseregben.” Ewell személyesen irányította az utóvéd műveleteit július 5-én. Harci szellemét azzal akarta bizonyítani, hogy engedélyt kért Lee-től a megfordulásra és az ellenség megtámadására. Lee természetesen nem adott erre engedélyt. A Fairfield úton a hadtest Hagerstownba jutott, ahol megtudták, hogy a Potomac hadsereg tönkretette a williamsporti pontonhidat és az áradás miatt nem lehet átkelni a Potomac-folyón. Az áradás levonulására számítva a hadsereg védelmi állást foglalt a partján; Ewell hadteste továbbra is a bal szárnyat képezte. Az erős sáncok mögé húzódó konföderációs hadsereget a szövetségi erők vonakodtak megtámadni, így július 13-án éjszaka leple alatt Lee átmentette a hadsereget a túloldalra. Ewell hadosztálya gázolva kelt át.

### 1863 ősze Virginiában

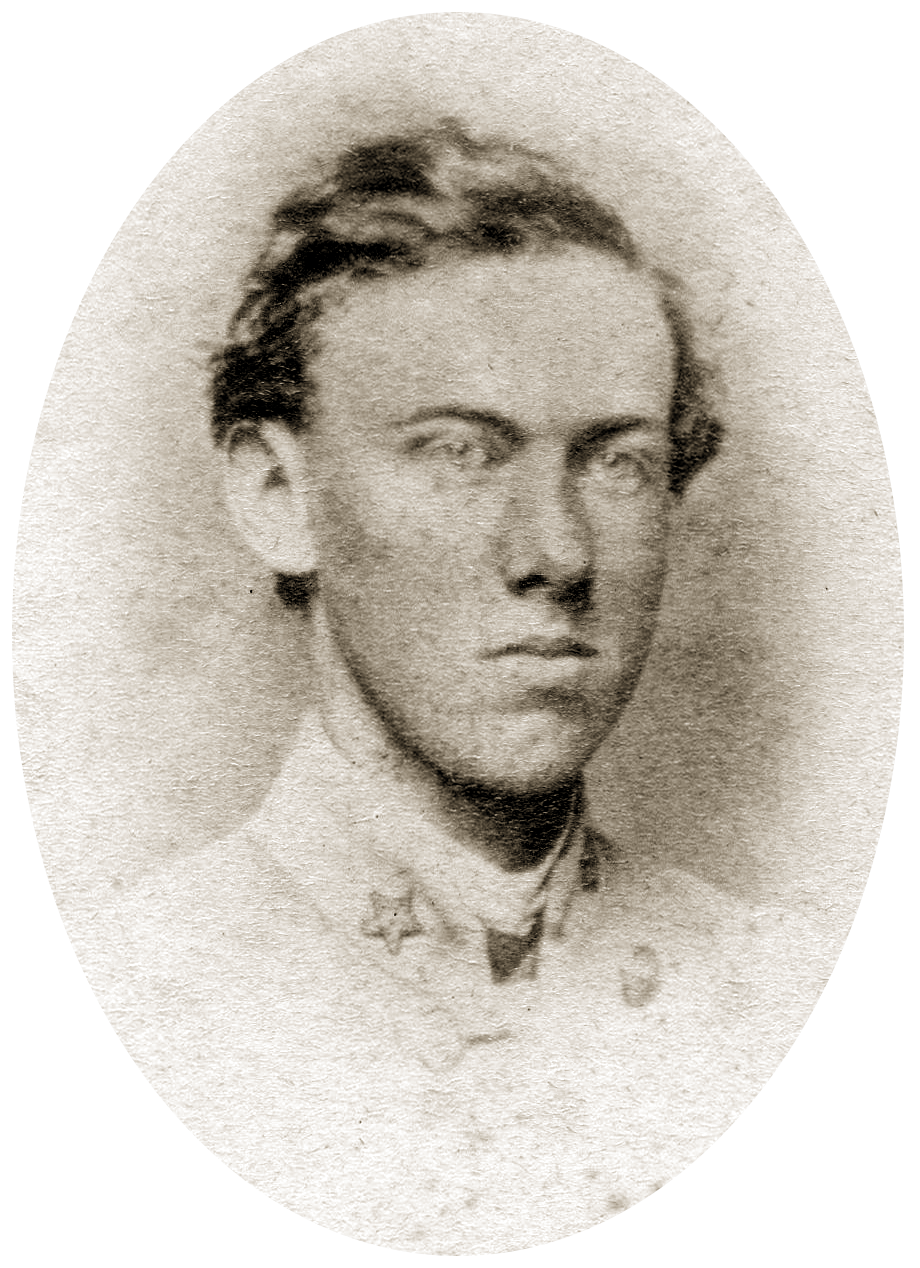
Alexander 'Sandy' Pendleton őrnagy, Ewell hadtesttörzsének tisztje; 1863 májusában ujjongva fogadta Ewellt, novemberben teljesen kiábrándult.

A Gettysburg hadjárat után az Észak-virginiai hadsereg a virginiai Orange közelében táborozott. Ewell szállását a Shaw-házban tartotta, Orange-tól fél mérföldre. Lizinka Charlottesville-ből több rokonával együtt férjéhez utazott. Ewell táncolt és piknikezni vitte őket a Clarks dombokra és annyi figyelmet szentelt feleségének, hogy hadtestét kis híján elfelejtette. Dr. McGuire és Jedediah Hotchkiss szerint Lizinka jelenléte a táborban nemkívánatos lett. Szeptemberben, mikor Braxton Bragg Longstreet hadtestével megerősített hadserege a Chickamagai csatában legyőzte William Rosecrans vezérőrnagyot, Meade két hadtestnyi erősítést küldött a nyugati hadszíntérre. Ez a Potomac hadsereg jelentős meggyengülését eredményezte és Lee úgy érezte, hogy ezt ki kellene használnia. 1863. október 3-án találkozóra hívta A. P. Hillt és Ewellt a Clark dombságra és felvázolta tervét előttük. Ewell azonnal visszaküldte Lizinkát Charlottesville-be és hozzálátott a hadtest felkészítéséhez. Lee ezúttal Ewell hadtestét kísérte és a legkevésbé sem tetszett neki, amit látott. Ewellt nagyon akadályozta a falába, lovon jól közlekedett, de gyalog nem. Feladatai teljesítéséhez olyan fáradttá hajszolta magát a hadjárat alatt, hogy Lee-t naponta az a félelem kísérte, hogy össze fog esni.
1863. október 8-án az Észak-virginiai hadsereg két hadteste gyors menetben északkeletnek indult, hogy a hosszan elnyúló menetben masírozó Potomac hadsereget elvágja utánpótlási vonalától és mielőtt sáncokat emelne, megtámadja. A második és harmadik hadtest teljes erejéből menetelt, de az észak-virginiai vidék eddigre kihalt senkiföldjévé vált, ahol nem lehetett a korábbi rekvirálásokat megismételni, mert a lakosság elmenekült. A kisebb íven az uniós erők mögé kerülni igyekvő Ewellnek október 13-án mindössze nyolc mérföld megtétele után meg kellett állnia, mert a szekértrén lemaradt mögötte és így nem volt honnan élelmezni a katonákat. Lee jóváhagyta a megállást, de Meade hadserege éjszakai meneteléssel sikeresen elhárította a mögékerülést. A. P. Hill hadtestének támadása két szövetségi hadtest közé irányult, de megfelelő felkészülés nélkül. Az uniós hadsereg II. hadteste ugyan futásban érkezett Bristoe Stationhöz, de visszaverte a fejetlenül és erősítés nélkül támadó konföderációs csapatokat. Ewell hadosztálya nem vett részt az ütközetben, hanem távolabbról figyelt. Mire ők megérkeztek, már túl sötét volt a támadás folytatásához. A harc ifjúkori otthonának, a Stony Lonesome farm szomszédságában zajlott. Az ütközet után a hadsereg visszahátrált Brandy Stationig és letáborozott. Sokan elégedetlenek voltak az elért eredménnyel és Ewellt döntésképtelenség miatt kárhoztatták. Lee visszahúzódott a Rappahannock déli partjára, mert a konföderációs hadtáp csak körülbelül eddig a vonalig tudta ellátni a hadsereget.
1863. november 7-én a szövetségi hadsereg támadást indított a Rappahannock-folyó Kelly-gázlójánál, melynek hídfőjénél Early hadosztályából másfél dandár védelmezett. Az uniós roham első ízben áttörte a sáncok mögött védekező déli ellenállását és Hays és Godwin erőinek a Bristoe Stationhöz hasonló veszteségeket okozott. A második Rappahannock Station-i ütközetben az unió megalázó győzelmet aratott. A törzs tisztjei kezdték elveszíteni a Ewellbe vetett bizalmukat. Sandy Pendleton haza küldött levelében azt írta, hogy Early sokkal jobban irányít, mint Ewell. Egészsége is hanyatlani kezdett, és a szövetségi hadsereg a Mine Run hadjáratra készülődött. Lee november 15-én amputált lábában való fájdalom kezelésére Charlottesville-ben hagyta Ewellt és ideiglenesen Earlyt bízta meg a hadtest irányításával. Mikor a szövetségi csapatok közelegtek, november 29-én Ewell visszatért az Észak-virginiai hadsereghez, de Lee nem engedte a harc közepén átvenni a parancsnokságot a második hadtest fölött. Ebből Ewellnek rá kellett jönnie, hogy Lee elégedetlen vele és Early személyében megfelelő helyettest talált. Meade nem volt hajlandó a Mine Runnál talált erős konföderációs állást szemtől szembe megrohamozni és visszahúzódott. Ewell újra kérte a korábbi beosztását, de Lee feltűnően hosszasan nem válaszolt rá és csak december 4-én adta meg az engedélyt. Valószínűleg már ekkor elhatározta Ewell leváltását, de várt egy olyan alkalomra, ami után megindokolható lenne a döntés.

### Az Overland hadjáratban
1864. május 3-án jelentették, hogy a Potomac hadsereg a Rappahannock gázlói felé halad és Grant altábornagy megindította az Overland hadjáratát. Lee oldalba támadására utasította a második és harmadik hadtestet. Másnap délben Ewell megindult az Orange úton, elhaladt a Mine Run erődítései mellett, ahol az elmúlt ősszel, és éjszakára letáborozott a Locust Grove erdejében. Lee nem ismerte Grant szándékait, így utasítása szerint, amennyiben a szövetségiek keletnek fordulnak, Ewellnek hátba kellett támadni őket. Amennyiben viszont nyugatnak, Ewell visszavonul a Mine Run vonalára. Május 5-én Grant továbbindult dél felé. Lee azt üzente Ewellnek, hogy nem akar ütközetet vállalni, amíg Longstreet hadteste nem éri be őket, tehát ha Ewell túlerővel találkozna, akkor vonuljon vissza. Délelőtt 11 óra tájékában a második hadtest a Saunders mezőn találkozott a szövetségi előörsökkel és kezdetét vette a Vadon csata. Ewell Rodes hadosztályát az Orange úttól jobbra helyezte, míg Johnsont balra. Délután 1 órakor Gouverneur K. Warren hadteste megtámadta az állásait és Rodes hadtestét visszavetette, de Early hadosztályának erősítései sikeresen visszaverték a szövetségieket. Az összetűzés limitálása érdekében Ewell nem indított ellentámadást.
Mindkét fél erődített állásokat hozott létre és pluszerőket vont az ütközetbe. Ewell és Hill erői között veszélyes luk támadt, így Ewell egyik szárnyát sem fedezte semmi. Késő délután a szövetségi VI. hadtest megtámadta a balszárnyat, de visszaverték. Május 6-án Ewell ellentámadást tervezett, de Sedgwick és Warren rohamai lekötötték erőit. Késő délután Gordon az ellenség jobbszárnyának megtámadását javasolta, melyet némi habozás után Ewell engedélyezett. Gordon három dandárral kivitelezett támadása napnyugta tájékában indult és eredményesen kezdődött, de a leszálló éjszaka megállította az előrenyomulást. Gordon egész hátralevő életében meg volt győződve, hogy amennyiben Ewell előbb megadja engedélyét, akkor Segdwick egész hadtestét legyőzte volna. Gordon kritikája ellenére Ewell kiválóan irányította a csatát. Lee egész idő alatt távol maradt tőle, olyan hozzáértéssel vetette be tartalékát és vert vissza minden támadást, majd a második nap késő délutánján sikeres ellentámadást hajtott végre. Mindössze 1125 ember elvesztése árán ötszörös veszteséget okozott az ellenségnek.

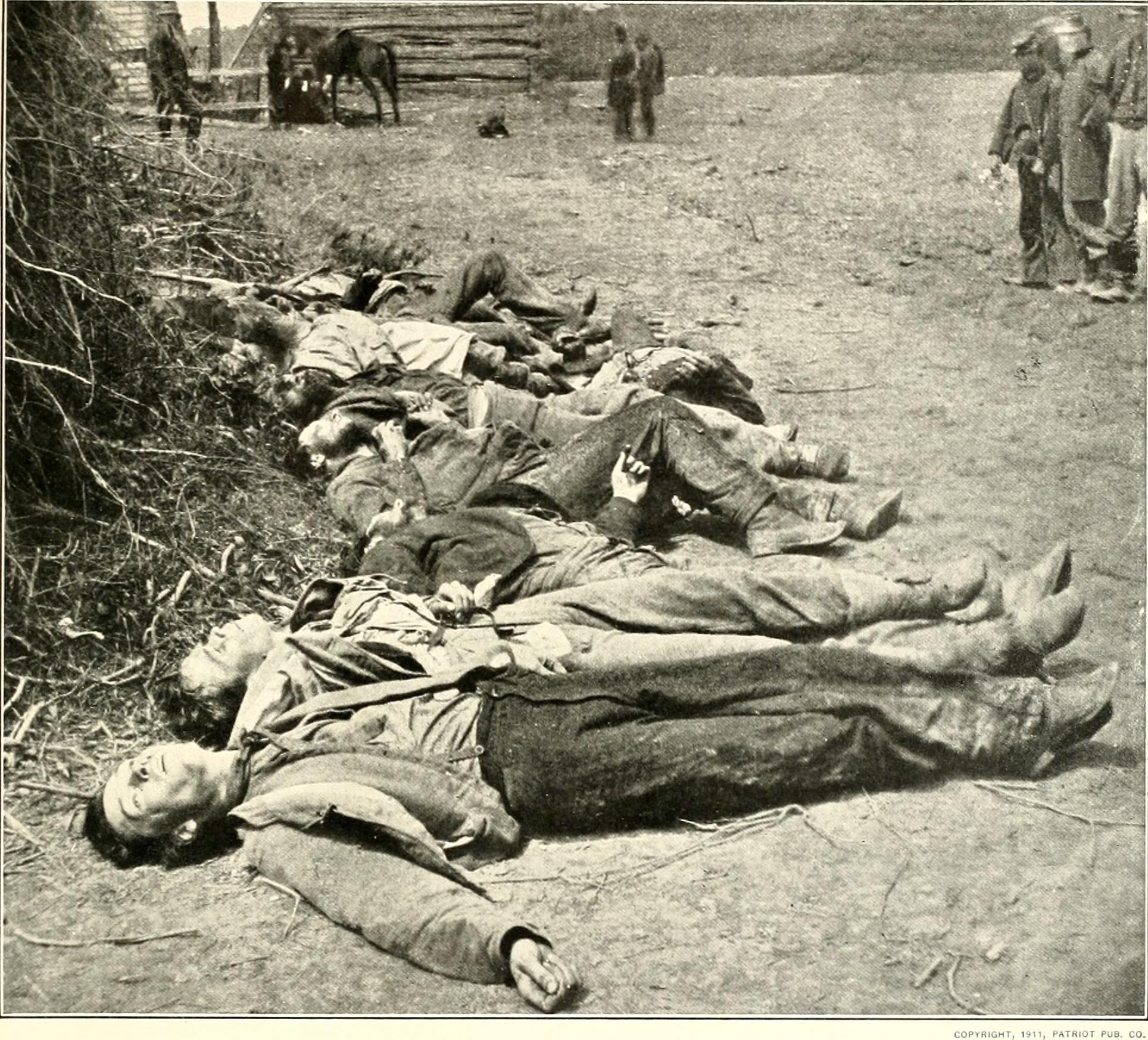
A spotsylvaniai satában elesett déliek Ewell hadtestéből.

Május 7-én az egész napos pihenés után az északi csapatok késő éjjel visszavonták a hadosztályaikat és Lee-nek jelentették, hogy Grant elhagyja a hadszínteret. Az előző nap súlyos sebet kapott Longstreet helyett Richard H. Anderson vette át az első hadtest irányítását. Lee Andersont Spotsylvania Court House-ba küldte, ahol május 8-án feltartóztatta a szövetségi csapatokat és megkezdődött a Spotsylvaniai csata. Ewell hadteste segítséget nyújtani indult Andersonnak. Menet közben Ewellnek át kellett szerveznie hadtestét. Early a harmadik hadtest irányítását vette át A. P. Hill betegsége miatt, így az ő hadosztályát John B. Gordon kapta meg. Hays dandárja átkerült Johnson hadosztályába, Johnston dandárja viszont Rodestól Gordon hadosztályához került. A hadtest délután 5-re érkezett meg Spotsylvaniához, éppen akkor, mikor a VI. hadtest oldalba igyekezte támadni Andersont. Rodes hadosztálya megtámadta és visszaszorította őket. Rodes települt közvetlenül Anderson mellé, tőle pedig jobbra Johnson. Az éjjel folyamán a déli csapatok beásták magukat. Ewell hadteste egy kitüremkedés formáját vette föl, ami az Öszvérpatkó nevet nyerte. A hadsereg mérnökei és Lee tábornagy személyesen is veszélyes pozíciónak tartotta a helyet, de Ewell biztosította őt, hogy tartani fogja az Öszvérpatkót.
Május 10-én az Öszvérpatkó ellen Emory Upton ezredes 12 ezreddel újszerű támadást indított az Öszvérpatkó ellen. Emberei utántöltés nélkül átrohantak a senkiföldjén, megakadályozva, hogy a védők a nyílt terepen lőhessenek rájuk. A roham áttörte a Doles dandár védte állásokat, de mivel a támogató Gershom Mott hadosztálya meghátrált a déli ágyúk tüzétől, az áttörést kiszélesíteni nem tudták. Ewell személyesen vizsgálta meg a veszélyes szituációt, a menekülőket visszaparancsolta a harcba és erősítést hozatott. Személyesen is a harc sűrűjébe vetette magát, egy törzstisztje meg is sebesült. Az éjszaka leple alatt a szövetségiek elhagyták az elfoglalt állásokat. Lee utasítást adott az állások megerősítésére, mielőtt újabb támadás érné.

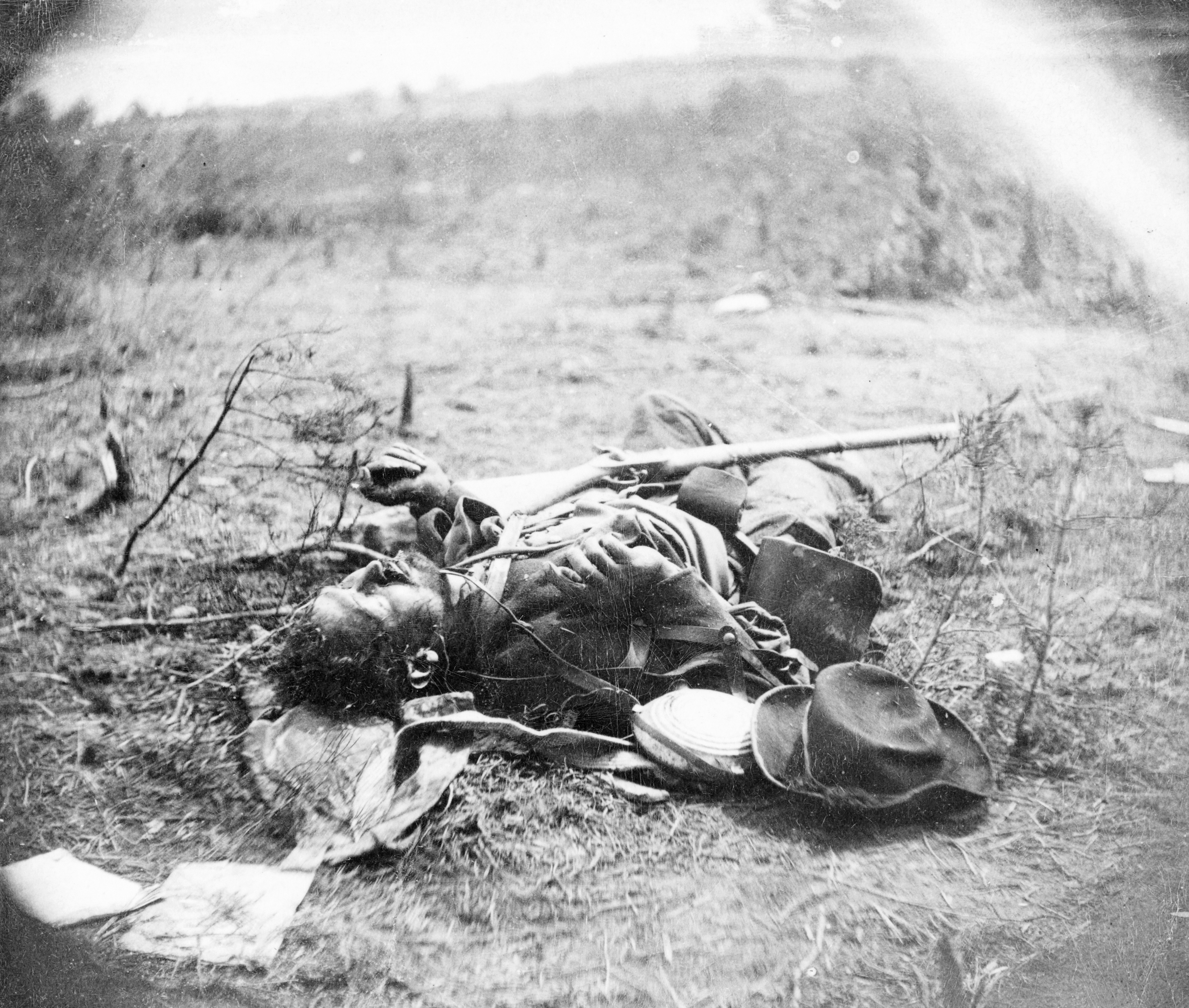
1864. május 19-én elesett konföderációs katona Ewell hadtestéből az Alsop farmon, a Harris farm közelében.

Május 11-én Lee értesítés nélkül elvonta az Öszvérpatkót fedező tüzérséget, mert a szövetségiek elvonulását feltételezte. Éjjel a felderítők azt jelezték Ewellnek, hogy az ellenség minden jel szerint támadni szándékozik, Johnson pedig, hogy nem tudja hova lett a tüzérsége. Ewellnek kétszer kellett visszakérnie a tüzérségét, és mire a parancs három órával később elért az ütegekig, hajnal lett. Az ágyúkkal elindultak visszafelé, Hancock hadteste pedig az első világosságnál megtámadta és elsöpörte Johnson hadosztályát. A hadsereg végveszélybe került. Ewell és Lee közösen próbáltak gátat szabni a menekülésnek, Ewell teljesen önuralmát veszítette az esetnél. Leenek rá kellett szólnia, miszerint Hogyan akarja a katonáit irányítani, ha saját magát sem képes kontrollálni? Ewell a nap végén 3000 foglyot veszített és 4000-5000 sebesültet és halottat az egész nap dúló közelharc során.
Május 17-én Grant újabb áttörési kísérletet tervezett. 22 000 emberével szemben Ewellnek mindössze 6000 állt rendelkezésére. Május 18-án hajnalban megindult a támadás, de mihelyt a szövetségi katonák felfejlődtek a támadóvonalba, Armistead L. Long tüzérdandárjának 29 ágyúja bombázta őket söréttel és srapnellel. A támadást mégis megindították, de a déliek minimális veszteséggel visszaverték. A Potomac hadsereg még ezen az éjjelen megkezdte az elvonulást a csatatérről. Lee parancsot adott, hogy Ewell derítse föl a tartózkodási helyüket és Ewell úgy határozott, hogy ehhez egész hadtestét felhasználja. Még mindig az Öszvérpatkó közelében keresve őket hosszan vándorolt a Brock úton. Hat ágyúját egy pár kilométer után visszaküldte az út állapota miatt. Ewell gyakran kritizálják ezzel a döntésével kapcsolatban, de aligha lett volna képes ágyúit oda-visszakompoltatni a megáradt Ni folyón. Május 19-én estére elérte a Fredricksburg utat és a Harris farmon szembeszegült a szövetségi erőkkel. Az ellenfél Robert Tyler harci tapasztalatok nélküli dandárja volt melynek ereje körülbelül egyharmadával felülmúlta Ewellét. A kezdeti siker után erősítések értek a harmezőre, mint például David B. Birney veterán hadosztálya. Délelőtt tíz órakor a lövések elhallgattak és a déliek visszatértek az Öszvérpatkó elhagyott lövészárkaiba. Ewell lovát lelőtték (ez már a háború folyamán negyedszer fordult elő), ő maga is megsebesült és valószínűleg emiatt nem irányította rendjén a visszavonulást. 472 embere az állásokban ragadva foglyul esett, összességében pedig 900 embert vesztett, meglevő erejének majdnem hatodát.

### Az eltávolítás
Május 27-én Grant átkelt a Pamunkey-folyón, s ezzel arra kényszerítette Lee-t hogy visszavonuljon a North Anna-folyó vonala mögé. Ewell május 26-án hasmenéses megbetegedést kapott és olyan rosszul érezte magát, hogy 27-én átadta a parancsnokságot Earlynek. Ewell ambulanciáskocsin Mechanicsville-be ment, ahol sátrában gyógyulgatott két napot, s ezalatt kihagyta a Cold Harbor-i csatát. Május 29-én Lee hivatalosan kihirdette, hogy a hadtest parancsnoka Early és Ewellnek engedélyt adott egészsége helyreállítására eltávozni. Mivel ilyesmit Ewell nem kért, a kommunikáció figyelmeztette, hogy Lee el akarja távolítani beosztásából. Azonnal válaszlevelet küldött, miszerint két nap múlva már kész a visszatérésre és ennek bizonyítására csatolt egy vizsgálati anyagot, melyet Dr. Hunter McGuire állított ki. Lee május 31-én gratulált a felgyógyulásához, de nem adta vissza a parancsnokságot a Cold Harbornál tartó ütközetre hivatkozva. Este Ewell személyesen találkozott Lee-vel és engedélyt kért a hadtesthez való visszatérésre, de Lee nem engedett. Ewell további írásos folyamodványokat nyújtott be, de mindhiába. Július 4-én Lee hivatalosan is előléptette Jubal Earlyt a csak hadtestparancsnokok számára fenntartott altábornagyi rangra és megerősítette a második hadtestnél. William Allan törzstiszt később azt írta: „mindannyian úgy éreztük, hogy eltávolítása szükséges volt és talán elkerülhetetlen.”
Június 7-én Ewell az elnökhöz fordult és kérelmezte, hogy adjanak neki hadosztályparancsnokságot, de Davis azt mondta, hogy altábornagyi rangja ezt nem engedi. Ewell felajánlotta, hogy benyújtja leszerelési kérelmét, és vezérőrnagyként újra szolgálatba lép, de Davis ezt sem engedélyezte. Június 8-án megpróbálkozott még egyszer, utoljára Lee-nél; ismét csak sikertelenül. Lee május 29-e után véglegesen leváltotta és ezen a döntésén nem volt hajlandó változtatni. Láthatóan elvesztette a Ewellbe vetett bizalmát, mely már Gettysburgnél megingott, majd fokozatosan semmivé vált a Bristoe Station-i, majd a második Rappahannock Station-i és a Vadon csaták folyamán. Az utolsó csepp a pohárban valószínűleg Spotsylvania volt: Ewell, aki megígérte az Öszvérpatkó tartását, május 12-én teljesen a fejét vesztette és nem tudta elreteszelni a betörés útját, majd a Harris farmon feleslegesen vesztette el katonáit egy újonc alakulattal szemben. Ewell rangja is szerepet játszhatott a döntésben, mivel Longstreet hónapokig tartó felépülése idején ő lett a legmagasabb rangú katona Lee után az Észak-Virginiai Hadsereg kötelékében és Lee a North Anna menti ütközetnél nagyon rosszul lett. Azt ugyan a tábornagy nem döntötte el, hogy ki helyettesítse, de az biztos, hogy ezt nem óhajtotta Ewellre bízni. Ezért Ewell teljes eltávolítása mellett döntött és megkérte egyetlen magasabb rangú felettesét, Cooper hadseregfelügyelőt, hogy nevezze ki őt a richmondi erődrendszer parancsnokának. Június 15-én Cooper hivatalosan kinevezte Ewellt a Richmondi hivatal parancsnokává.

### A Richmondi hivatal élén
Ewell 1864. június 13-án ért Richmondba és megtudta, hogy papíron 6000 ember fölött diszponál, jelentős részben harci tapasztalat nélküli nehéztüzérségi alakulatok, állami hivatalok szükséghelyzetben fegyvert fogó munkatársai és helyi milicisták fölött. Early a teljes műveleti törzsét kisajátította, így újat kellett csinálnia. Június 14-én Leonidas Polk altábornagy elesett a harcban a nyugati hadszíntéren, és Joseph E. Johnston azt kérdezte Davistől, hogy elküldené-e Ewell a pótlására. Az elnök óvatosan először Lee véleményén tudakolta, aki továbbra is Ewell rossz egészségére hivatkozva írta, hogy nem felelne meg a feladatra. Davis Alexander Stewartot léptette elő és küldte Johnstonhoz. Ewell csak Stewart kinevezése után értesült erről és rendkívül mérges lett a történtek miatt, mert nagyon kedvére való lett volna Johnston alatt szolgálni. „Ő volt egyetlen reményem, hogy újra parancsnoki beosztást kaphassak”, írta bátyjának.
Eközben a Potomac hadsereg elkerülte Richmondot és Petersburgöt vette ostrom alá. Az Észak-Virginiai hadsereg többnyire passzív védekezésbe szorult, és Ewell pár egysége is részt vett a védelemben pár helyen, így pl. Kershaw és Conner hadosztálya mellett a Chaffin's Farmon. Egyikük sem adhatott parancsot a másiknak, mivel különböző katonai alakulathoz tartoztak. Ewell egységei a hátsó vonalak egyikét tartották. 1864. szeptemberéig nem volt heves harc ezen a területen, de 28-án hajnalban Grant elindította harmadik, legsúlyosabb támadását Petersburg ellen. Butler vezérőrnagy számítása szerint Ewell szektora volt a város védvonalában a leggyengébb láncszem.

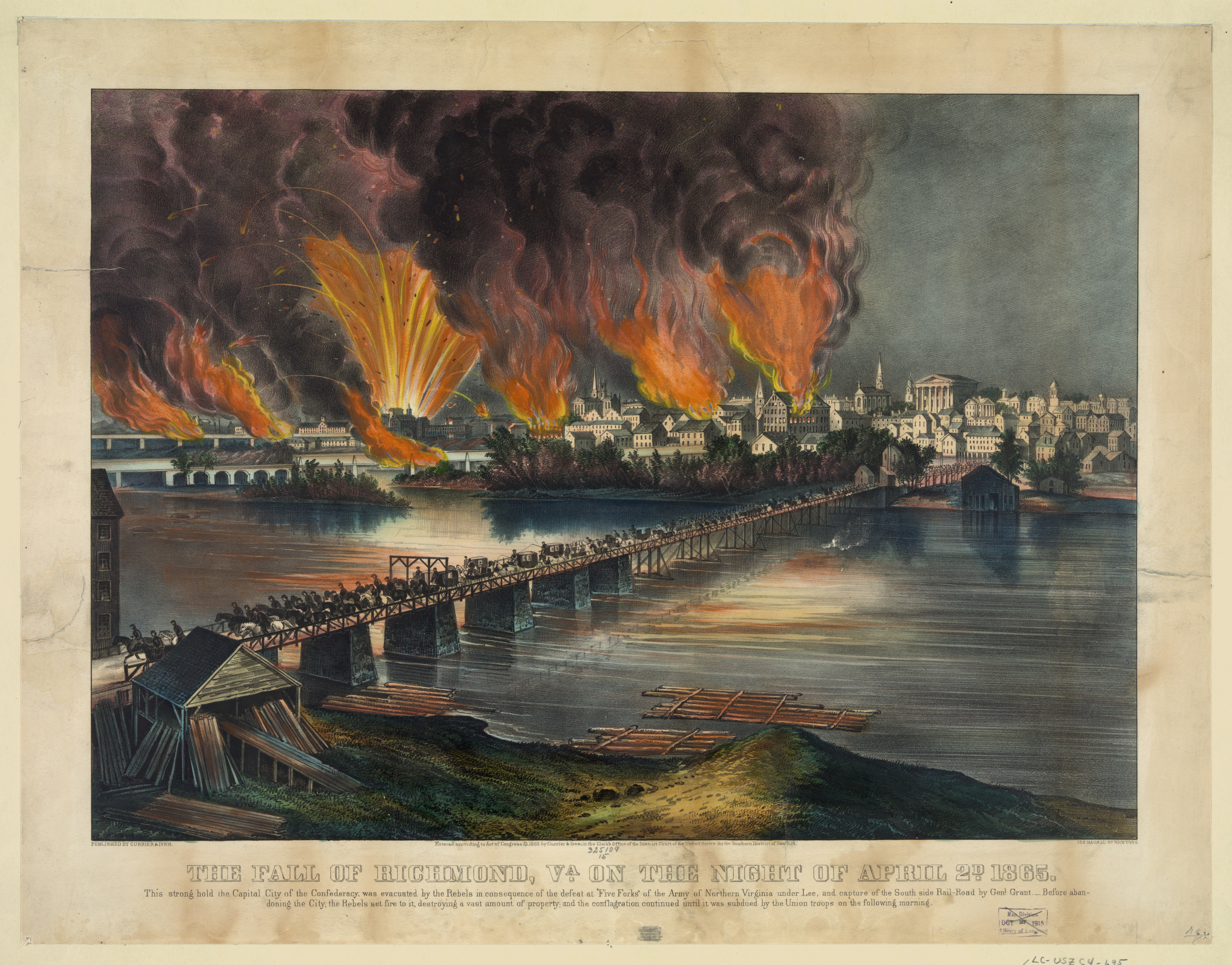
Richmond eleste, litográfia.

Petersburg védelméből ekkorra már hiányzott a második hadtest, melyet Early vezényletével a Shenandoah-völgybe küldtek. Csak 8600 fő maradt a James folyótól északra, melyből 2900 főt John Gregg irányított, melyek egy előretolt pozíciót védelmeztek. A többiek Ewell parancsnoksága alá tartoztak. Butler két irányban támadott: David B. Birney vezérőrnagy X. hadteste Gregg állásai ellen, Edward O. C. Ord vezérőrnagy XVIII. hadteste pedig Fort Harrison erődjét. Lee tábornagy Charles W. Field vezérőrnagy hadosztályát küldte segítségül és annak megérkeztéig a helyi erőknek kellett tartani az állásokat. Ord erői háromszoros fölényben voltak Ewellével szemben, Fort Harrisont mindössze 200 ember és 9 ágyú vigyázta, melyek közül négy el sem sült. A szövetségi csapatok 600 fő veszteséggel foglalták el az erődöt és a rohamban részt vevő hadosztály minden dandárparancsnokát lelőtték. Ewell a menekülést próbálva megállítani ráordított egy közlegényre, Mi a pokolért fut maga?! mire Mert repülni nem tudok! hangzott a válasz. Ekkor reggel hat óra volt, bőséges idő az előrehatolásra Richmondba, de Ord katonáin az erődben zűrzavar vett erőt. Ewell kocsisokat, foglárokat és minden elérhető embert mozgósított és belőlük szervezett egy vékony védelmi vonalat az erdőben, melyet igyekezett minél erősebbnek feltüntetni. Ord személyesen próbálta csapatait rendbe szedni és eközben személyesen is megsebesült. A további támadások Fort Gilmer, Fort Gregg és Fort Johnson ellen mind kudarcba fúltak. A szövetségi offenzíva leállt, majd másnapra Field katonái felváltották Ewell szedett-vedett csapatát és ellentámadásba mentek át, melyet az északiak könnyedén visszavertek. Ewell a Fort Harrisonért folyó harcokat a háborúért hozott erőfeszítése egyik fontos momentumaként tartotta nyilván. Állítása szerint az északiak könnyedén elfoglalhatták volna Richmondot aznap.
Ewell a tél folyamán a richmondi helyőrség parancsnoka maradt. Április 1-jén Joseph Kershaw hadosztályát Lee az irányítása alá helyezte. Április 2-án a szövetségiek áttörtek az erődítéseken és elérték a várost. Délután 3-kor Ewell parancsot kapott az evakuációra. John Breckinridge hadügyminiszter négy katonai raktár megsemmisítésére utasította. Ewell tiltakozott a parancs ellen és azt mondta, hogy a városban okozott minimális károk mellett akarja végrehajtani a kiürítést. A tűz a raktárakból a város utcáira terjedt és Richmond teljes belvárosa leégett. Ewell később azt állította, hogy csak a dohányraktárat gyújtották fel, de a káoszban kitört fosztogatás miatt kezdett terjedni a tűz és nagyon sokat bánkódott a sajtó vádaskodásai miatt.

### Az Észak-Virginiai hadsereg végnapjai
Richmondtól nyugatra Ewell két hadosztály maradék katonáit gyűjtötte össze, Custis Lee lovasságát és Kershaw csapatait, melynek élén csatlakozott a visszavonuló hadsereghez. Különítménye harmadik volt a sorban Longstreet és Anderson hadteste után, őket pedig Gordon hadteste követte, mint utóvéd. Jetersville-től keletre, a Sailor, vagy Sayler patak és az Appomattox folyó torkolatánál Longstreet hadteste előrement, Gordoné pedig visszavonult, hogy a trént fedezze. Ennek eredményeképpen Anderson és Ewell hadtestét hátulról és oldalról megtámadta a szövetségi hadsereg. Ewell katonái segítettek visszaverni az első támadást, amely Andersont érte. Anderson hadteste ezután átkelt a patakon, míg Ewell védelmi állást vett föl a partján. Az ütközet elején Horatio G. Wright VI. hadteste corps Seymour és Wheaton hadosztályaival támadott és Anderson vereséget szenvedett a túlparton, így elhagyni kényszerült a környéket. Kershaw hadosztálya így bekerítésbe került és megadta magát. Ewell egy északi lovassági tiszt előtt letette a fegyvert. Hamarosan George A. Custer tábornok is előkerült és Ewell közölhette, hogy kössenek tűzszünetet. kérésére üzenetet küldhetett Custis Lee-nek, amiben Ewell közölte, hogy be vannak kerítve és Anderson hadtestét kiverték a túlpartról, ezért a fegyverletétel mellett döntöttek és Custis számára is ezt javasolja, hogy a további vérontást elkerüljék. Lee már az üzenet megkapása előtt megadta magát.

## Fogságban

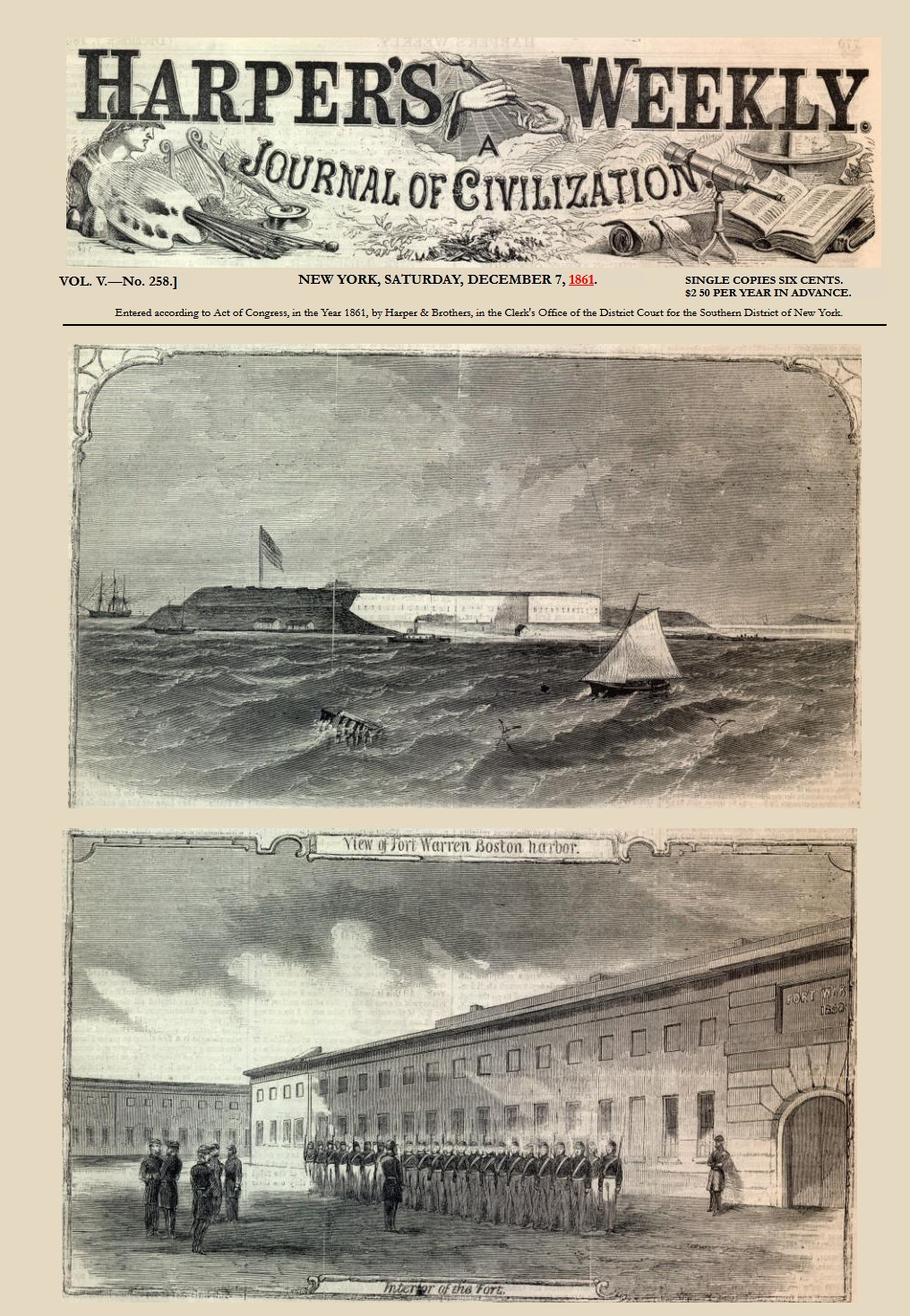
Fort Warren a Harper's Weekly lapjain.

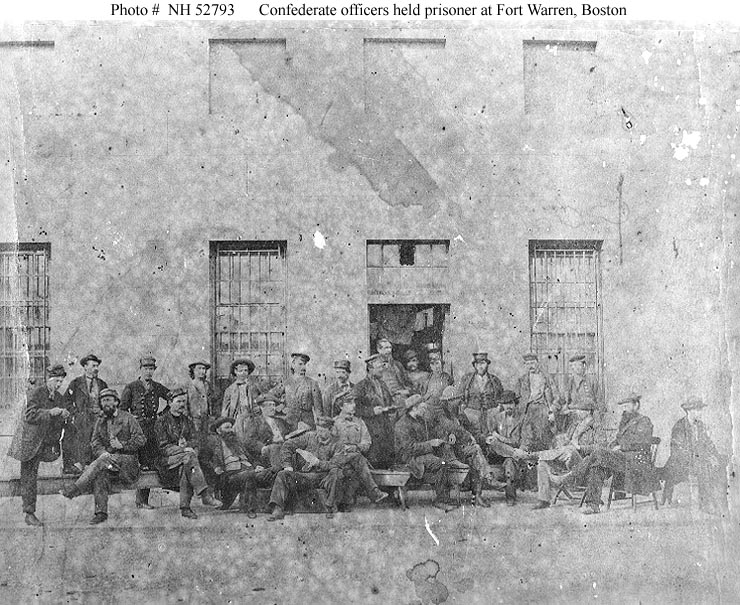
Konföderációs tisztek fogságban Fort Warren falai között.

Az északi tisztek jól bántak Ewellel, a háború legmagasabb rangú foglyával. Április 10-én megtudta, hogy az Észak-Virginiai hadsereg lefogadta Grant ajánlatát és letette a fegyvert, s ezáltal minden tagja szabadon távozhatott. Ewell kérelmezte, hogy ezt a vele együtt fogságba esett tisztekre is terjesszék ki, de ennek nem adtak helyet és a Sailor's Creek-i foglyokat északi börtönökbe vitték. Április 12-én City Pointban regisztrálták rabként. A következő napon a USS Cossack gőzös Washingtonba vitte, ahol átadták a provost marshal irodájának, ahonnét a bostoni Fort Warrenbe kísérték. Ewell április 14-én hagyta el Washingtont, este fél nyolckor. Lincoln három órával később orgyilkosság áldozata lett a Ford színházban. A foglyok erről másnap reggel szereztek tudomást a hajó csónakjában Benjamin Butlertől. „Ó, istenem!”, képedt el Ewell. „Rettenetesen sajnálom; ez a legszörnyűbb dolog, ami a Déllel történhetett.” A hajó legénysége dühében az összes foglyot a vízbe akarta hajítani, de Butler nem engedte. Április 15-én New Yorkba értek, s megérkezett Lincoln halálhíre. A foglyokat sietve Bostonba hurcolták, hogy a feldühödött embertömeg ne lincselje meg őket. Az úton a tömeg többször is fel akarta akasztani őket és kövekkel hajigálta meg a kocsijukat. Katonák őrzitében érkeztek meg Bostonba és a vonatról leszállva konflison átszágultottak a kikötőbe, ahol azonnal hajóra rakták őket és útnak indították Fort Warrenbe.
Ewell reménykedett, hogy az appomattoxi fegyverletétel feltételeivel ő maga is szabadulni fog, és Lee tábornagy kérelmet is nyújtott meg Grant elé ennek értelmében. Az április 25-i kérelmet azonban a Lincoln-gyilkosság folyományaképpen a szövetségi adminisztráció nem hagyhatta jóvá. „Azt gondoltam, hogy Lee embereihez hasonló elbánásban fogok részesülni”, írta Ewell feleségének április 20-án. „De úgy tűnik, hogy Boothnak köszönhetően számtalan ellenségünk van.” Felvetette, hogy írjanak Grantnek egy minden fogoly nevében szóló, az elnök meggyilkolása felett sajnálatukat kifejező levelet. Eppa Hunton ellenezte a levél elküldését, de április 16-án mégis aláírta maga is.
Még börtönben voltak, mikor az utolsó a Konföderáció utolsó hadseregei májusban letették a fegyvert. Május 29-én Andrew Johnson elnök amnesztiát hirdetett az összes hadifogoly számára. Június 9-én minden őrnagy alatti rangú foglyot szabadon bocsátottak az erődből. Az amnesztia dokumentációjában le volt fektetve azoknak a névsora, akik ez alól kivételt képeztek és Ewell rajta volt ezen a listán. Azonban lehetővé tették számára, hogy letegye a hűségesküt az Unióra és az elnök június 16-án aláírta azt. Ekkor felesége és támogató megjelentek az elnöknél és kérelmezték a szabadon bocsátását. Ennek eredményeképpen másnap Lizinka találkozott Johnsonnal és kieszközölte, hogy 10000 dollár váltságdíj ellenében Ewellt eleresszék. Július 19-ére Ewell aláírta az össze szükséges papírt és elhagyta az erődöt. A közhangulat három hónapon belül nagyot fordult és ezúttal Boston lakosai díszvendégként üdvözölték Ewellt.

## A gazdálkodó

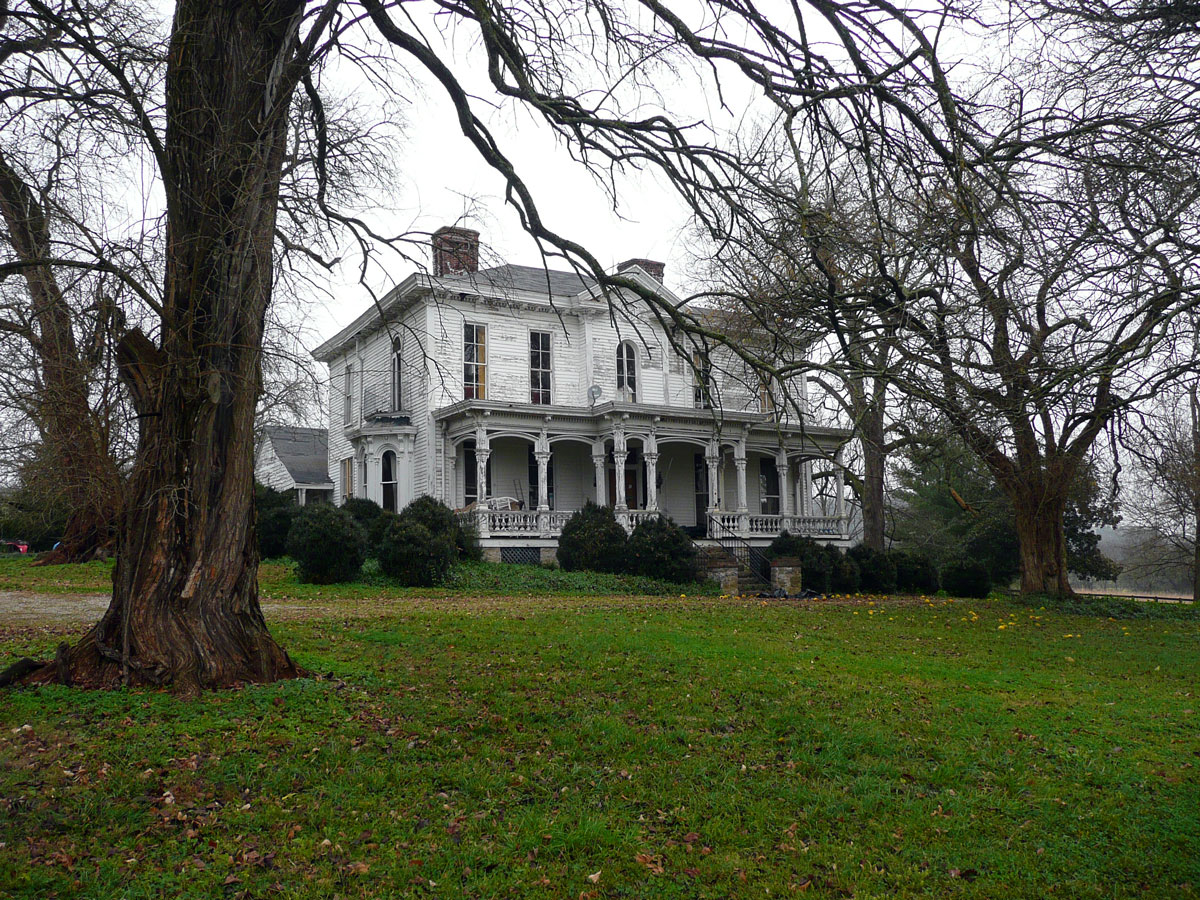
Spring Hill, Tennessee, a Ewell rezidencia.

1865 júliusában Ewell 48 éves volt és egész életét újra kellett kezdenie, mivel a hadseregtől el volt tiltva. A Stony Lonsome farmot teljesen szétdúlta a háború. Először a James-folyó mentén való letelepedést fontolgatták, majd Tennesseebe akartak menni, Lizinka birtokára. Richard azonban el volt tiltva Virginia elhagyásától is, így az utat a hadügyminisztériumtól külön kérvényeznie kellett. Október 7-én az engedélyt megkapta, és már szeptember végén útra kelve október végén Philadelphiában találkozott George G. Meade-del. Spring Hill, felesége birtoka szövetségi tulajdonban volt éppen és a Ewell család 1866. február 1-jén vehette birtokba. Lizinkának 1554 dollár kompenzációt kellett a tulajdonjogért fizetnie.
A birtokot szintén megviselte a háború: a szövetségiek leölték az állatokat, elpusztították a gyapottermést, kiirtották a sövényeket. Richardnak új állatállományt kellett vásárolnia, épületeket építeni és munkásokat bérelni ehhez. Erőfeszítései eredményeként 1870-re Spring Hill 53 tonna búzát, 76 tonna kukoricát, 50 tonna árpát, 5 tonna burgonyát, közel 8 tonna szalmát és 15 tonna gyapotot termelt. Szőlőt is telepítettek és saját használatra bort készítettek. 70 fejőstehén volt a csordában, öszvéreket neveltek és sok gondot fordítottak a birkáikra, melyből majdnem 900 legelészett a mezőn. Ebben az évben a birtok értéke körülbelül 80000 dollárra volt tehető, vagyis az állam legnagyobbjai közé tartozott.
1866-ban a család belföldön utazott egy darabig: májusban indultak St. Louisból New Orleansba, ahol találkoztak Richard Taylorral. Júliusban Nyugat-Virginiába látogatva megálltak Louisville-ben és tiszteletüket tették Edmund Kirby Smith és Don Carlos Buell előtt. Nyugat-Virginiából Baltimore-ba és Williamsburgbe vitt az utuk, ahol Richard bátyja, Benjamin lakott. Augusztusban visszatértek Spring Hillbe és megünnepelték Campbell Brown és Susan Polk, az egykori Lucius Polk altábornagy lányának egybekelését.
A háborút követően Ewellt sokan kérdezték a harcokkal kapcsolatban. Elsőként maga Lee tábornagy kereste meg, aki könyvet szándékozott írni az Észak-Virginiai hadseregről, míg meg nem gondolta magát. Ezután Jacksonról kértek tőle személyes és életrajzi adatokat és Hery Dawson felkérte, hogy a háború elején Fairfaxben lezalott összecsapást írja meg. Ewell termelt némi kéziratot, de nem fejezte be a cikket.
Hátramaradó éveit a Mississippi és Tennessee államban levő birtokai gondozásával töltötte. Posztháborús írásai a rekonstrukciós időszak gazdálkodóinak tipikus problémáival foglalkozik, a növekvő árakkal, az időjárás viszontagságaival, kártevők támadásaival és a gyapot árának esésével. Normális áron mezőgazdasági munkást szerezni állandó problémát jelentett számára. „Szokás szerint a feketékkel bosszankodom, akik tizenkét és fél dollár és ellátás nem valami nyomós ok, hogy keményen dolgozzanak. Azt képzelik, hogy még ők tesznek szívességet nekünk. ... Az a helyzet, hogy az esetek felében tiszta őrültek és állandóan azon fáradoznak, hogy szabadnak tűnjenek.” A legtöbb déli birtokoshoz hasonlóan Ewellnek korábban nem kellett a munkájukért alkudoznia.
1872 januárjának elején a hideg igencsak kínozta a ház népét. Január 8-án a család megfázott. Az orvos megállapíotta a tüdőgyulladás beálltát, de az egyelőre nem volt súlyos. Az elkövetkező napokban azonban Richard egészsége hanyatlott és az orvosok már csak egy napot adtak neki. Január 15-én jobban lett, ezzel párhuzamosan azonban Lizinka dőlt ágynak. Az asszony január 22-én meghalt. A január 24-én tartott temetésén a koporsóját megmutatták férjének is. Richard még magánál volt és a humora sem hagyta el. Azt mondta, hogy megfázása napján a már vékonnyá kopott egykori katonanadrágját viselte. „A háborúban az Unió annyi módon megölhetett volna, és most egy rossz gatya visz a sírba.” Éjjelre már világos volt, hogy halálán van. Másnapra kezdte elveszíteni az öntudatát, majd álomba merült és soha többé nem ébredt fel. 1872. január 25-én, ötvenötödik születésnapja előtt meghalt.
Temetése másnap volt, a ceremóniát Nashville-ben a Christ Church templomban tartotta Kintard püspök, Richard személyes barátja. Koporsóját John C. Brown vezérőrnagy, Tennessee kormányzója, Lucius E. Polk dandártábornok, Bushrod Johnson vezérőrnagy, Kirby Smith és William Hicks Jackson dandártábornok kísérte. Ewellt a Nashville City Cemetery temetőjében hantolták el neje mellé. Végakarata szerint semmit nem véstek a sírkövére, ami a szövetségi kormánynak nem tetszett volna, csak nevét és a Konföderációban betöltött rangja állt rajta.

## Fordítás
- Ez a szócikk részben vagy egészben  a   Richard S. Ewell című angol Wikipédia-szócikk ezen változatának fordításán alapul.  Az eredeti cikk szerkesztőit annak laptörténete sorolja fel. Ez a jelzés csupán a megfogalmazás eredetét és a szerzői jogokat jelzi, nem szolgál a cikkben szereplő információk forrásmegjelöléseként.
- Ez a szócikk részben vagy egészben  a(z)   Юэлл, Ричард című orosz Wikipédia-szócikk ezen változatának fordításán alapul.  Az eredeti cikk szerkesztőit annak laptörténete sorolja fel. Ez a jelzés csupán a megfogalmazás eredetét és a szerzői jogokat jelzi, nem szolgál a cikkben szereplő információk forrásmegjelöléseként.